# Dreißigjähriger Krieg

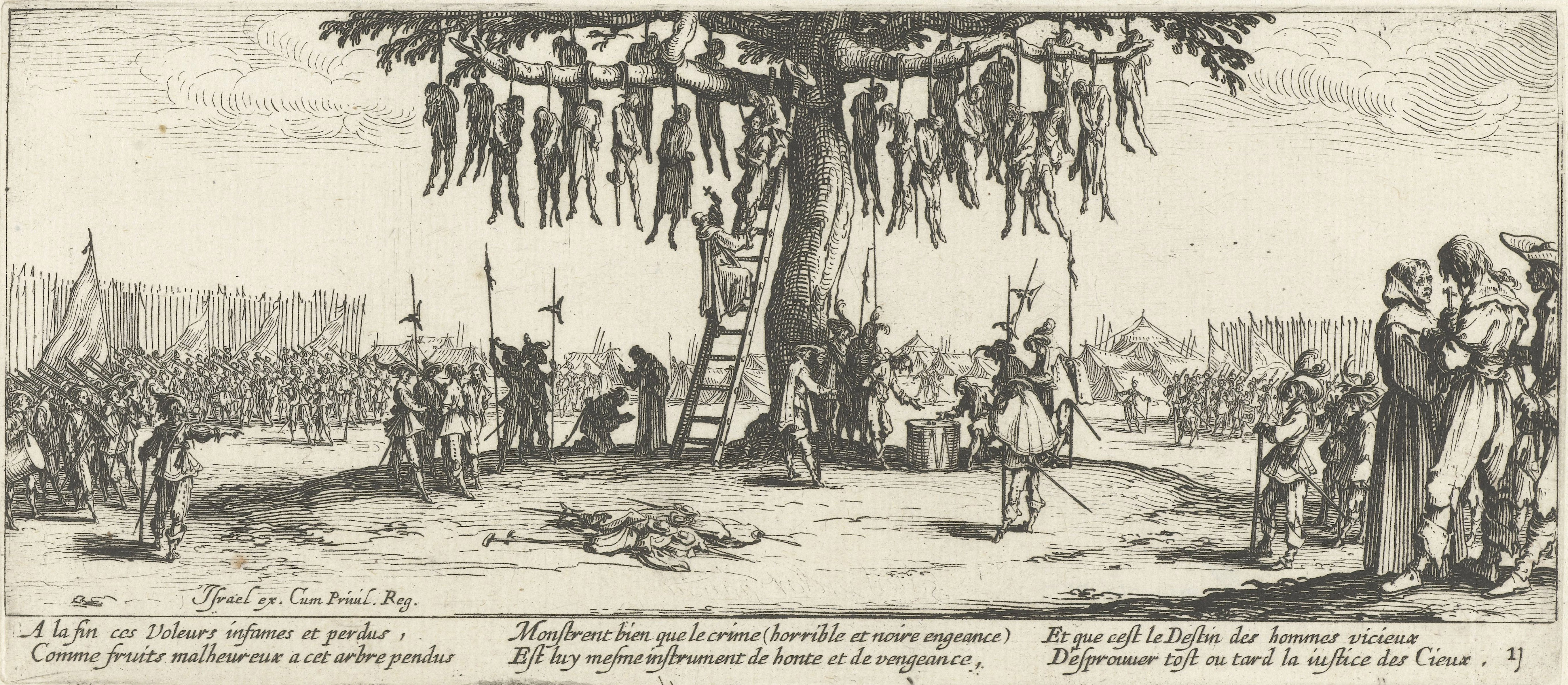
Der Galgenbaum aus dem 18-teiligen Radierzyklus Die großen Schrecken des Krieges („Les Grandes Misères de la guerre“), nach Jacques Callot (1632). Die Abbildung zeigt die Hinrichtung von „infamen und verlorenen“ Dieben („Voleurs infames et perdus“) sowie vermutlich auch Marodeuren, die um ihr Leben würfeln (in der Abb. rechts des Baums). Die Maßnahme ist kein Willkürakt, sondern erfolgt vor versammelter Truppe (linker u. rechter Bildrand), im Beisein von Geistlichen. Der Akt entspricht dem damaligen Kriegsrecht zur Aufrechterhaltung der militärischen Disziplin.

Der Dreißigjährige Krieg von 1618 bis 1648 war ein Konflikt um die Hegemonie im Heiligen Römischen Reich und in Europa, der als Religionskrieg begann und als Territorialkrieg endete. In diesem Krieg entluden sich auf europäischer Ebene der habsburgisch-französische Gegensatz und auf Reichsebene der Gegensatz zwischen dem Kaiser und der Katholischen Liga einerseits und der Protestantischen Union andererseits. Gemeinsam mit ihren jeweiligen Verbündeten trugen die habsburgischen Mächte Österreich und Spanien neben ihren territorialen auch ihre dynastischen Interessenkonflikte mit Frankreich, den Niederlanden, Dänemark und Schweden vorwiegend auf dem Boden des Reiches aus. Infolgedessen waren eine Reihe von weiteren Konflikten mit dem Dreißigjährigen Krieg eng verbunden:
- Achtzigjähriger Krieg (1568–1648) zwischen den Niederlanden und Spanien
- Bündner Wirren (1620–1631) zwischen den Koalitionen Frankreich-Venedig und Spanien-Österreich um den heutigen Schweizer Kanton Graubünden
- Oberösterreichischer Bauernkrieg (1626)
- Mantuanischer Erbfolgekrieg (1628–1631) zwischen Frankreich und Habsburg
- Französisch-Spanischer Krieg (1635–1659)
- Torstenssonkrieg (1643–1645) um die Vorherrschaft im Ostseeraum zwischen Schweden und Dänemark

Als Auslöser des Krieges gilt der Prager Fenstersturz vom 23. Mai 1618, mit dem der Aufstand der protestantischen böhmischen Stände offen ausbrach. Der Aufstand richtete sich hauptsächlich gegen den neuen böhmischen König Ferdinand von Steiermark (der die Rekatholisierung aller Länder der Böhmischen Krone beabsichtigte), aber auch gegen den damaligen römisch-deutschen Kaiser Matthias.
Insgesamt folgten in den 30 Jahren von 1618 bis 1648 vier Konflikte aufeinander, die von der Geschichtswissenschaft nach den jeweiligen Gegnern des Kaisers und der Habsburger Mächte als Böhmisch-Pfälzischer, Niedersächsisch-Dänischer, Schwedischer und Schwedisch-Französischer Krieg bezeichnet wurden. Zwei Versuche, den Konflikt zu beenden (der Friede von Lübeck 1629 und der Friede von Prag 1635) scheiterten daran, dass sie nicht die Interessen aller direkt oder indirekt Beteiligten berücksichtigten. Das gelang erst mit dem gesamteuropäischen Friedenskongress von Münster und Osnabrück (1641–1648). Der Westfälische Friede legte die Machtbalance zwischen Kaiser und Reichsständen neu fest und wurde Teil der bis 1806 geltenden Verfassungsordnung des Reiches. Darüber hinaus sah er Gebietsabtretungen an Frankreich und Schweden vor sowie das Ausscheiden der Vereinigten Niederlande und der Schweizerischen Eidgenossenschaft aus dem Reichsverband.
Am 24. Oktober 1648 endete der Krieg, dessen Feldzüge und Schlachten überwiegend auf dem Gebiet des Heiligen Römischen Reiches stattgefunden hatten. Die Kriegshandlungen und die durch sie verursachten Hungersnöte und Seuchen hatten ganze Landstriche verwüstet und entvölkert. In Teilen Süddeutschlands überlebte nur ein Drittel der Bevölkerung. Nach den wirtschaftlichen und sozialen Verheerungen benötigten einige der vom Krieg betroffenen Gebiete mehr als ein Jahrhundert, um sich von den Folgen des Krieges zu erholen.

## Vorgeschichte und Ursachen
Im Vorfeld des Dreißigjährigen Krieges hatte sich in Europa und dem Heiligen Römischen Reich Deutscher Nation ein vielfältiges Spannungsfeld aus politischen, dynastischen, konfessionellen und innenpolitischen Gegensätzen aufgebaut. Die Ursachen reichen zeitlich weit zurück.

### Mächteverhältnisse in Europa

Mitteleuropa am Vorabend des Dreißigjährigen Krieges. Habsburgischer Besitz:

In der Zeit vor dem Dreißigjährigen Krieg gab es drei wesentliche Konflikträume: West- und Nordwesteuropa, Oberitalien und den Ostseeraum. In West- und Nordwesteuropa und in Oberitalien wurden die dynastischen Konflikte zwischen den österreichischen und spanischen Habsburgern und dem französischen König sowie den nach Unabhängigkeit strebenden Niederländern ausgetragen, während im Ostseeraum Dänemark und Schweden als mögliche Großmächte um die Vorherrschaft stritten.
Bestimmend in West- und Nordwesteuropa war der Konflikt zwischen Frankreich und Spanien, der wiederum aus dem dynastischen Gegensatz der Habsburger und französischen Könige entstand. Spanien war eine europäische Großmacht mit Besitzungen in Süditalien, der Po-Ebene und den Niederlanden. Die verstreuten spanischen Stützpunkte hatten zur Folge, dass es in West- und Nordwesteuropa kaum noch einen Krieg geben konnte, der nicht spanische Interessen tangierte. Frankreich wiederum sah sich im Süden, Norden und Südosten mit spanischen Ländern konfrontiert, was zu dem französischen „Einkreisungskomplex“ führte. Wegen ihrer vielen gewaltsamen Auseinandersetzungen rüsteten Frankreich und Spanien ihre Armeen auf. Neben den finanziellen Schwierigkeiten musste Spanien ab 1566 auch den Aufstand in den Niederlanden bekämpfen, der jedoch 1609 de facto mit der Unabhängigkeit der Vereinigten Niederlande und einem auf zwölf Jahre begrenzten Waffenstillstand endete.
Der Konflikt in Westeuropa hätte im Jülich-Klevischen Erbfolgestreit zu einem großen europäischen Krieg eskalieren können, als der Herzog von Jülich-Kleve-Berg starb und die Erbanwärter ihre Ansprüche geltend machten, darunter Kurfürst Johann Sigismund von Brandenburg und Pfalzgraf Wolfgang Wilhelm von Neuburg. Internationale Bedeutung erhielt der Krieg durch die Intervention Heinrichs IV. von Frankreich, der die Fürsten der Protestantischen Union unterstützte und im Gegenzug ihre Hilfe in einem Krieg gegen Spanien forderte. Die Ermordung Heinrichs IV. 1610 beendete das französische Engagement am Niederrhein vorerst.
In Oberitalien beherrschte Spanien das Herzogtum Mailand. Neben der wirtschaftlichen Stärke des Gebiets lag dessen strategischer Wert vor allem in der Sicherung des Nachschubs der spanischen Truppen in die Niederlande über die Spanische Straße. Frankreich war darum bemüht, die spanische Macht in der Region zu schwächen und den spanischen Nachschub zu stören. Beide Mächte versuchten, mit ihren Abgesandten die einheimischen Fürsten für sich zu gewinnen. Besonders im Fokus standen die Herzöge von Savoyen, mit deren Alpenpässen und Festungen man die Nachschubroute kontrollieren konnte. Benachbarte Mächte europäischen Ranges waren der Papst und die Republik Venedig, wobei die Kurie in Rom von französisch-, spanisch- und kaiserfreundlichen Kardinälen beherrscht war, während die Interessen Venedigs eher im Mittelmeerraum und an der Adriaküste lagen als in Italien.
Die drei Hauptakteure der Kriege im Ostseeraum waren Polen, Schweden und Dänemark. Polen und Schweden wurden zeitweise in Personalunion von Sigismund III. regiert, der in Polen eine Ausbreitung des Protestantismus verhinderte, das deshalb während des Dreißigjährigen Krieges den Verbündeten Habsburgs zuzurechnen war. Im Jahre 1599 wurde er durch eine Adelsrevolte als schwedischer König abgesetzt. In der Folge etablierte sich der lutherische Glauben in Schweden und ein langjähriger Krieg zwischen Polen und Schweden brach aus. Die ersten Feldzüge des neuen schwedischen Königs Karl IX. verliefen zunächst erfolglos und ermutigten den dänischen Rivalen Christian IV. von Dänemark zum Angriff. Dänemark war bevölkerungsärmer als Schweden oder Polen, aber durch den Besitz Norwegens und Südschwedens in alleiniger Kontrolle über den Öresund, wodurch es hohe Zolleinkünfte verbuchte. In Konkurrenz dazu hatte Karl IX. 1603 am bisher einzigen Nordseezugang Schwedens die Stadt Göteborg gegründet. Als Ergebnis des Kalmarkrieges von 1611 bis 1613 verlor Schweden Nordnorwegen und Ösel an Dänemark unter Christian IV. Hinzu kamen Kriegskontributionen in Höhe von einer Million Reichsmark. Um diese Summe bezahlen zu können, verschuldete sich der junge König Gustav II. Adolf bei den Vereinigten Niederlanden. Diese Kriegsschulden belasteten Schweden sehr und schwächten seine außenpolitische Stellung. Der Krieg stärkte dagegen die Machtstellung Dänemarks und das Selbstvertrauen seines Königs, der Finanzmittel zum Führen weiterer Kriege besaß.

### Konfessionelle Gegensätze

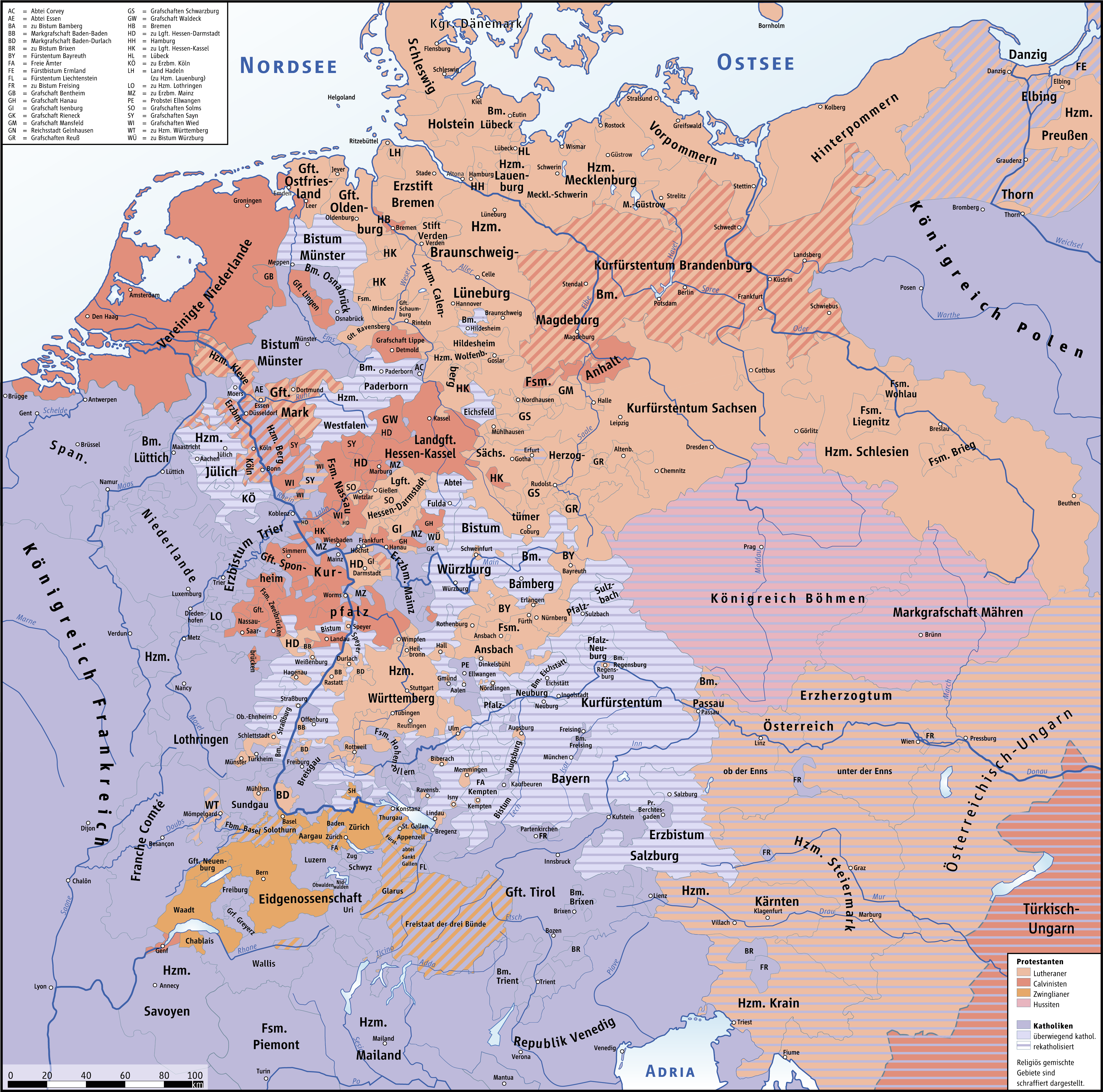
Die Konfessionen in Zentraleuropa um 1618

Nach der ersten Phase der Reformation, die Deutschland konfessionell gespalten hatte, versuchten die katholischen und protestantischen Landesherren zunächst eine für beide Seiten akzeptable Verfassungsordnung und ein Mächtegleichgewicht zwischen den Konfessionen im Reich zu finden. Im Augsburger Religionsfrieden vom 25. September 1555 einigten sie sich schließlich auf das Jus reformandi, das Reformationsrecht (später zusammengefasst als cuius regio, eius religio, lateinisch für: wessen Gebiet, dessen Religion; „Herrschaft bestimmt das Bekenntnis“). Demzufolge hatten die Landesherren das Recht, die Konfession der ansässigen Bevölkerung zu bestimmen. Gleichzeitig wurde auch das Jus emigrandi, das Auswanderungsrecht eingeführt, das es Personen einer anderen Konfession ermöglichte, auszuwandern. Unklar blieb aber das Reformationsrecht der freien Reichsstädte, denn der Augsburger Religionsfrieden legte nicht fest, wie sie das Bekenntnis wechseln sollten. Seither waren das katholische und das lutherische Glaubensbekenntnis als gleichberechtigt anerkannt, nicht jedoch das reformierte.
Ebenfalls aufgenommen wurde das Reservatum ecclesiasticum (lat. für: „geistlicher Vorbehalt“), das garantierte, dass Besitzungen der katholischen Kirche von 1555 katholisch bleiben sollten. Sollte ein katholischer Bischof konvertieren, verlöre er seinen Bischofssitz und ein neuer Bischof würde gewählt werden. Diese Regelung sicherte auch die Mehrheitsverhältnisse im Kurfürstenkollegium, in dem sich vier katholische und drei protestantische Kurfürsten gegenüberstanden. Der geistliche Vorbehalt wurde nur deshalb von den protestantischen Fürsten geduldet, weil mit der Declaratio Ferdinandea (lat. für: „ferdinandinische Erklärung“) zugesichert wurde, dass bereits reformierte Städte und Stände in geistlichen Territorien nicht zwangskonvertiert oder zur Auswanderung gezwungen wurden.

### Verschärfung der Konfliktlage und Verfall der politischen Ordnung im Reich
Zwar verhinderten die Regelungen des Augsburger Religionsfriedens für 60 Jahre den Ausbruch eines großen Religionskrieges, aber es gab Auseinandersetzungen um seine Auslegung, und eine konfrontative Haltung einer neuen Herrschergeneration trug zur Verschärfung der Konfliktlage und dem Verfall der politischen Ordnung bei. Wegen des fehlenden militärischen Potenzials der Kontrahenten verliefen die Konflikte jedoch lange weitgehend gewaltfrei.
Eine Auswirkung des Augsburger Religionsfriedens war eine heute als „Konfessionalisierung“ bezeichnete Entwicklung. Die Landesfürsten versuchten dabei, religiöse Uniformität zu schaffen und die Bevölkerung von unterschiedlichen religiösen Einflüssen abzuschirmen. Die protestantischen Fürsten fürchteten eine Spaltung der protestantischen Bewegung, die dadurch möglicherweise ihren Schutz durch den Augsburger Religionsfrieden verlieren würde und nutzten ihre Stellung als Notbischöfe zur Disziplinierung der Geistlichen und der Bevölkerung im Sinne ihrer Konfession (Sozialdisziplinierung). In der Folge kam es zur Bürokratisierung und Zentralisierung, der Territorialstaat wurde gestärkt.

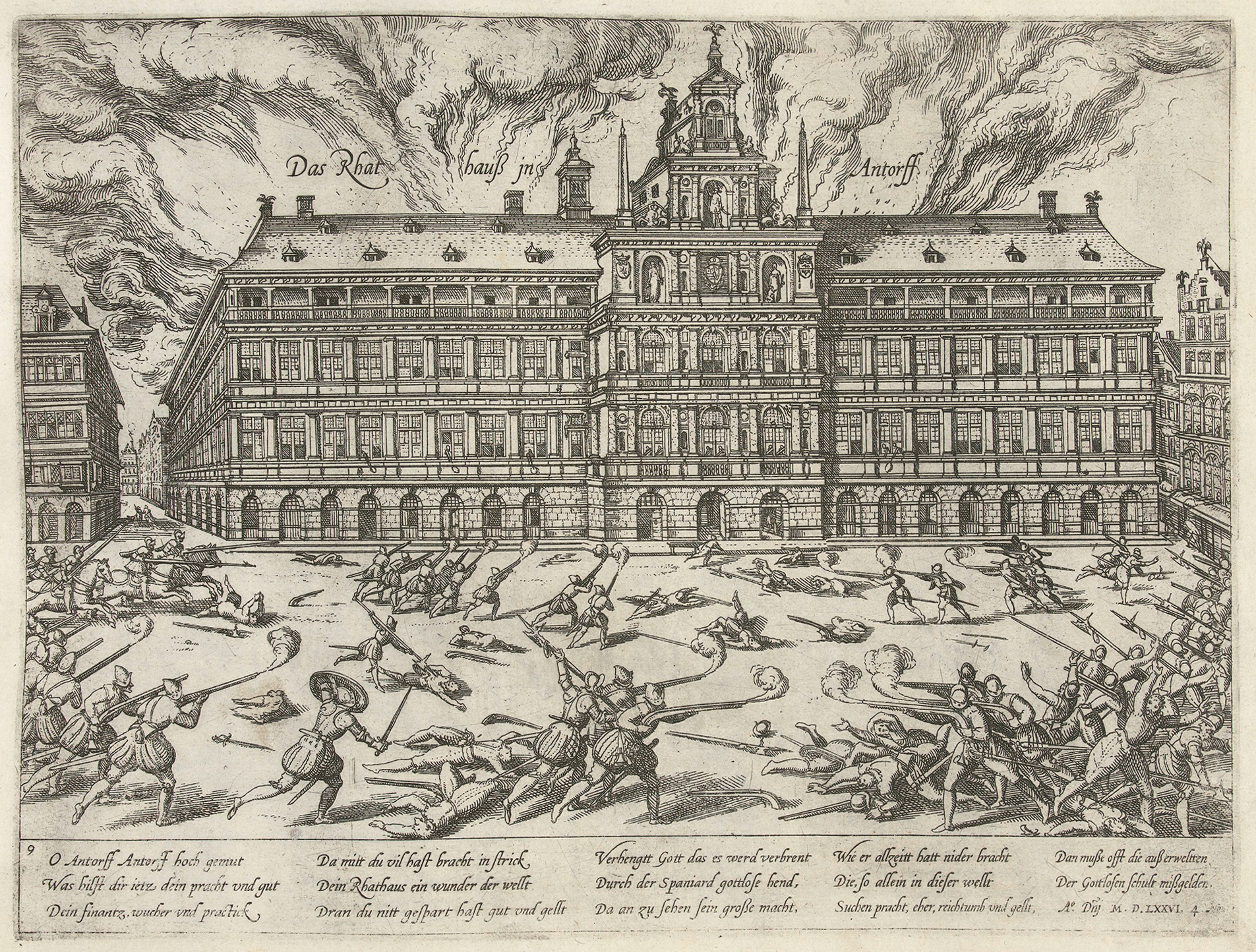
Frans Hogenberg: Der Große Markt und das Rathaus während der Spanischen Furie in Antwerpen

Der Frieden im Reich geriet in den Jahrzehnten nach dem Augsburger Religionsfrieden mehr und mehr in Gefahr, als die Herrscher, Theologen und Juristen, die noch den Schmalkaldischen Krieg erlebt hatten, abtraten und ihre Amtsnachfolger eine radikalere Politik vertraten und die Folgen einer Zuspitzung des Konfliktes nicht beachteten. Diese Radikalisierung zeigte sich unter anderem an der Handhabung des „geistlichen Vorbehalts“, denn während Kaiser Maximilian II. protestantischen Adeligen mit katholischen Bischofsstellen noch „Lehnsindulte“ ausstellte (sie also vorläufig belehnte, damit sie politisch handlungsfähig blieben, obwohl sie mangels päpstlicher Bestätigung keine richtigen Bischöfe waren), beendete sein Nachfolger Rudolf II. diese Praxis. Folglich waren die protestantischen Administratoren ohne Belehnung und Indulte auf Reichstagen nicht mehr stimmberechtigt.
Problematisch wurde dies 1588, als der Reichstag eine Visitationsdeputation bilden sollte. Die Visitationsdeputation war eine Berufungsinstanz: Verstöße gegen Reichsrecht (wie der Einzug von Gütern der katholischen Kirche durch protestantische Landesherren) wurden vor dem Reichskammergericht verhandelt. Die Revision wurde vor der Reichskammergerichtsdeputation oder kurz Visitationsdeputation verhandelt. Diese Deputation wurde turnusgemäß besetzt, und 1588 hätte der Erzbischof von Magdeburg Mitglied sein sollen. Da der lutherische Administrator von Magdeburg, Joachim Friedrich von Brandenburg, ohne Indult aber auf dem Reichstag nicht stimmberechtigt war, konnte er auch nicht in der Visitationsdeputation mitwirken, die deshalb nicht handlungsfähig war. Rudolf II. vertagte daher die Bildung der Deputation auf das nächste Jahr, doch auch 1589 konnte keine Einigung erzielt werden, ebenso in den folgenden Jahren, weshalb eine wichtige Revisionsinstitution nicht mehr funktionierte.
Wegen der steigenden Zahl der Revisionsfälle, darunter vor allem Einziehung von Klöstern durch Territorialherren, wurde 1594 die Kompetenz der Visitationsdeputation auf die Reichsdeputation übertragen. Als sich 1600 in vier Revisionsfällen (Klostersäkularisierungen durch die freie Reichsstadt Straßburg, den Markgrafen von Baden, den Grafen von Oettingen-Oettingen und den Reichsritter von Hirschhorn) eine katholische Mehrheit in der Reichdeputation abzeichnete, verließen die Kurpfalz, Brandenburg und Braunschweig den Ausschuss und lähmten die Reichdeputation dadurch. Der Ausfall der Revisionsinstitutionen schwächte das Reichskammergericht; die Fürsten verhandelten ihre Streitfälle lieber vor dem Reichshofrat, der dadurch gestärkt wurde. Aufgrund seiner gegenreformatorischen Einstellung bedeutete die Stärkung des Reichshofrates auch eine Stärkung der katholischen Seite im Reich.

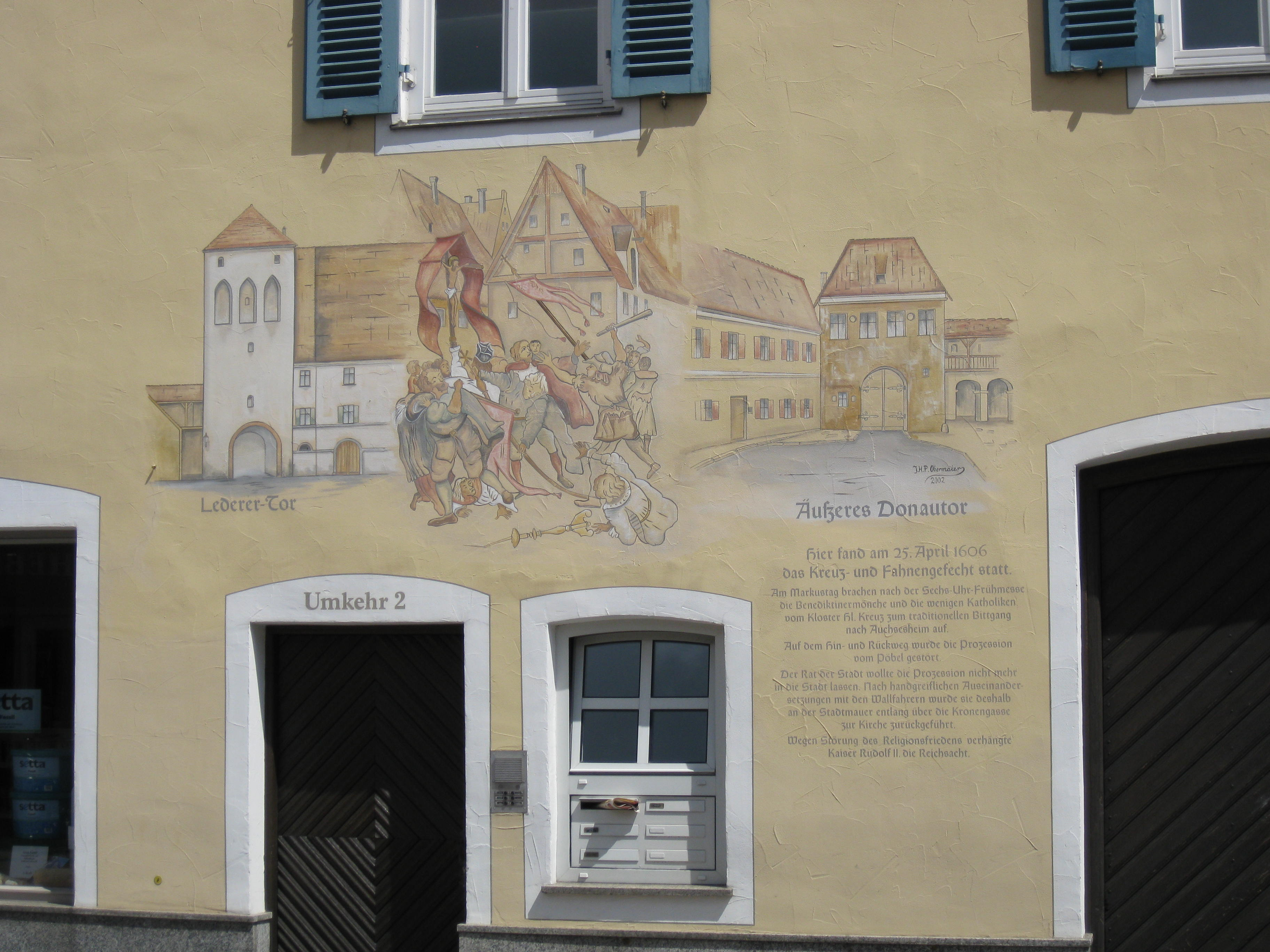
Kreuz- und Fahnengefecht in den Jahren 1606 und 1607 in Donauwörth: Die gewalttätigen Auseinandersetzungen trugen wesentlich zur Verschärfung der konfessionellen Spannungen bei

Wegen der Stärkung der Staaten, der Konfrontationspolitik der neuen Herrscher, der Lähmung des Reichskammergerichts als Instanz der friedlichen Konfliktlösung im Reich und der Stärkung der katholischen Fürsten durch den Reichshofrat kam es zur Bildung verfeindeter Fürstengruppierungen. In der Folge und als Reaktion auf das Kreuz- und Fahnengefecht in der Stadt Donauwörth trat die Kurpfalz aus dem Reichstag aus. Ein Reichstagsabschied zur Türkensteuer kam deshalb nicht zustande und der Reichstag als wichtigstes Verfassungsorgan war inaktiv.
Am 14. Mai 1608 gründete sich unter Führung der Kurpfalz die Protestantische Union, der bald 29 Reichsstände angehörten. Die protestantischen Fürsten betrachteten die Union vor allem als Schutzbündnis, das notwendig geworden war, da alle Reichsinstitutionen wie das Reichskammergericht infolge der konfessionellen Gegensätze blockiert waren, und sie den Friedensschutz im Reich nicht mehr als gegeben ansahen. Politisch einflussreich wurde die Protestantische Union erst durch die Verbindung nach Frankreich, weil sich die protestantischen Fürsten durch eine Militärkoalition mit Frankreich Respekt von den katholischen Fürsten verschaffen wollten. Frankreich versuchte seinerseits, sich die Union im Kampf gegen Spanien zum Verbündeten zu machen. Nach dem Tode des französischen Königs Heinrich IV. 1610 wurde eine Koalition mit den Niederlanden angestrebt, aber die Generalstaaten wollten nicht in reichsinterne Konflikte hineingezogen werden und beließen es bei einem 1613 geschlossenen Defensivbündnis für 12 Jahre.
Als Gegenstück zur Protestantischen Union gründete Maximilian I. von Bayern am 10. Juli 1609 die Katholische Liga, die die katholische Macht im Reich sichern sollte. Zwar war die katholische Liga in der besseren Position, doch im Gegensatz zur Protestantischen Union gab es keine mächtige Führungsfigur, sondern die Rangfolgekämpfe insbesondere zwischen Maximilian I. von Bayern und dem Kurfürsten von Mainz behinderten die Katholische Liga immer wieder.

## Kriegsverlauf

### Ausbruch des Krieges
Eigentlicher Auslöser des Krieges war der Ständeaufstand in Böhmen von 1618. Er hat seine Wurzeln im Streit um den Majestätsbrief, der 1609 von Kaiser Rudolf II. ausgestellt worden war und den böhmischen Ständen Religionsfreiheit zugesichert hatte. Sein ab 1612 regierender Bruder Matthias erkannte den Majestätsbrief bei Regierungsantritt zwar an, versuchte aber, die von seinem Vorgänger gemachten Zugeständnisse an die böhmischen Stände wieder rückgängig zu machen. Der als Nachfolger des kinderlosen Matthias vorgesehene Erzherzog Ferdinand von Steiermark (der spätere Kaiser Ferdinand II.) war für eine deutlich härtere Politik der Rekatholisierung bekannt, wurde aber trotzdem 1617 vom böhmischen Landtag zum König gewählt. Als Ferdinand die Schließung der evangelischen Kirchen in Braunau und Klostergrab anordnete, die Ausübung der evangelischen Religion dort überhaupt verbot, in die Verwaltung der Städte eingriff und eine im März 1618 folgende Protestnote der böhmischen Stände mit einem Versammlungsverbot des böhmischen Landtages beantwortete, stürmten am 23. Mai 1618 mit Degen und Pistolen bewaffnete Adelige die Böhmische Kanzlei in der Prager Burg. Am Ende einer hitzigen Diskussion mit den kaiserlichen Stellvertretern Jaroslav Borsita von Martinic und Wilhelm Slavata wurden diese beiden und der Kanzleisekretär Philipp Fabricius aus dem Fenster geworfen (Zweiter Prager Fenstersturz). Diese Tat sollte spontan wirken, war aber von Anfang an geplant. Zwar überlebten die drei Opfer, doch der Angriff auf die kaiserlichen Stellvertreter war auch ein symbolischer Angriff auf den Kaiser selbst und kam deshalb einer Kriegserklärung gleich. Die folgende Strafaktion des Kaisers war somit bewusst provoziert.

### Böhmisch-pfälzischer Krieg (1618–1623)

#### Krieg in Böhmen
Pilsen – Vražda – Sablat – Weißer Berg – Mingolsheim – Wimpfen – Höchst – Fleurus – Stadtlohn

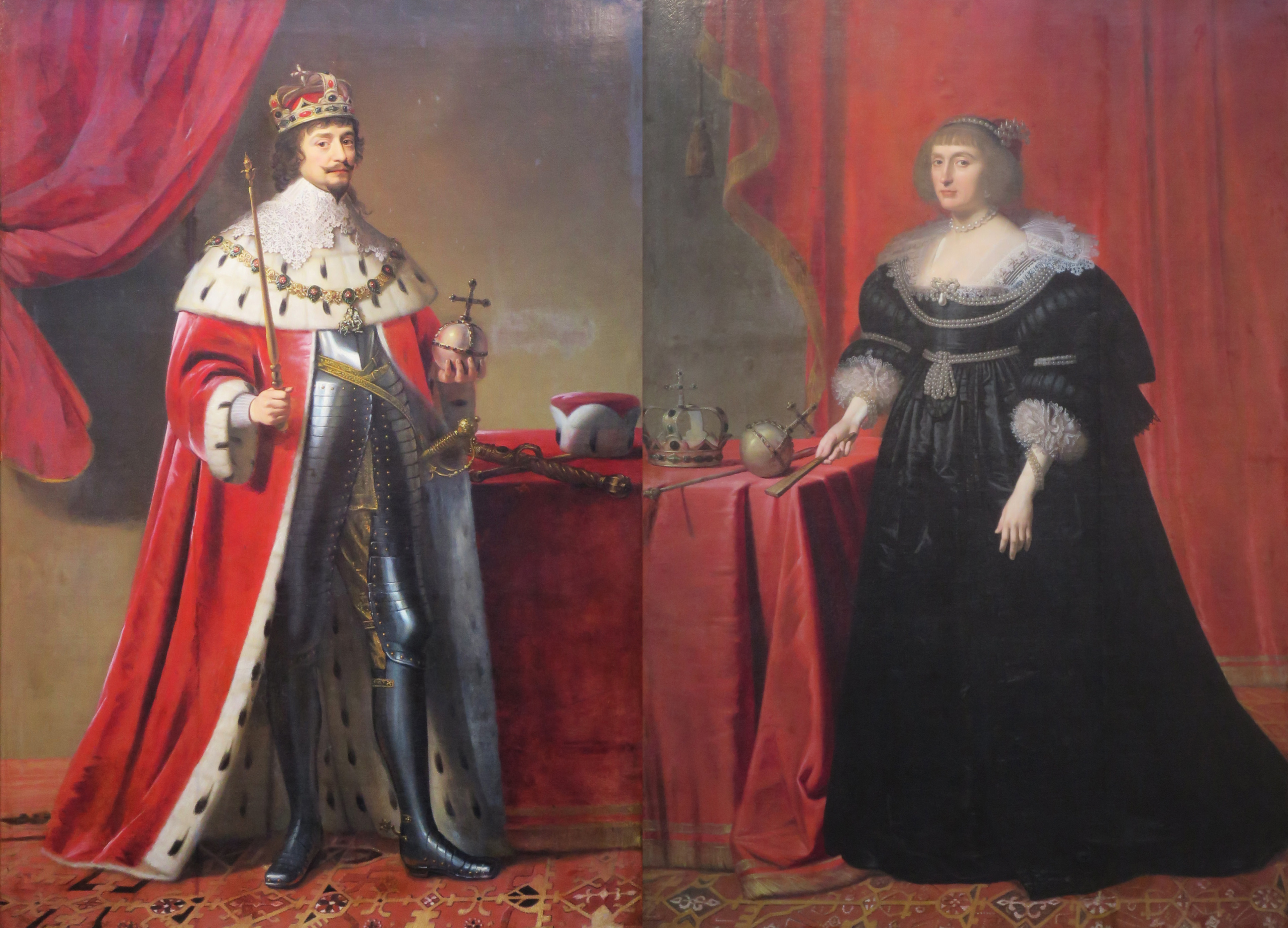
Friedrich V. von der Pfalz und Elizabeth Stuart als böhmisches Königspaar

Nach der Revolte bildeten die böhmischen Stände in Prag ein dreißigköpfiges Direktorium, das die neue Macht des Adels sichern sollte. Seine Hauptaufgaben waren das Ausarbeiten einer Verfassung, die Wahl eines neuen Königs und die militärische Verteidigung gegen den Kaiser. Im Sommer 1618 begannen die ersten Gefechte in Südböhmen, während beide Seiten Verbündete suchten und sich für einen großen militärischen Schlag rüsteten. Die böhmischen Rebellen konnten Friedrich V. von der Pfalz, das Oberhaupt der Protestantischen Union und den Herzog von Savoyen Karl Emanuel I. für sich gewinnen. Letztgenannter finanzierte die Armee unter Peter Ernst II. von Mansfeld zur Unterstützung Böhmens.
Die deutschen Habsburger dagegen engagierten den Grafen von Bucquoy, der sich Ende August in Marsch auf Böhmen setzte. Der Feldzug nach Prag wurde aber vorerst von Mansfelds Truppen gestoppt, die Ende November Pilsen eroberten. Die Kaiserlichen mussten sich nach Budweis zurückziehen.
Anfänglich schien es so, als würde der Aufstand der böhmischen Stände erfolgreich sein. Das böhmische Heer unter Heinrich Matthias von Thurn zwang zunächst die mährischen Stände zum Anschluss an den Aufstand, drang dann in die österreichischen Stammlande der Habsburger ein und stand am 6. Juni 1619 vor Wien. Doch dem Grafen von Bucquoy gelang es, Mansfeld bei Sablat zu schlagen, sodass das Direktorium in Prag Thurn zur Verteidigung Böhmens zurückrufen musste. Im Sommer 1619 wurde die Böhmische Konföderation gegründet; die böhmische Ständeversammlung setzte Ferdinand als König von Böhmen am 19. August ab und wählte am 24. August Friedrich V. von der Pfalz zum neuen König. Gleichzeitig reiste Ferdinand zur Wahl nach Frankfurt am Main, wo ihn die Kurfürsten am 28. August einstimmig zum römisch-deutschen Kaiser kürten.

Pieter Snayers: Schlacht am Weißen Berg

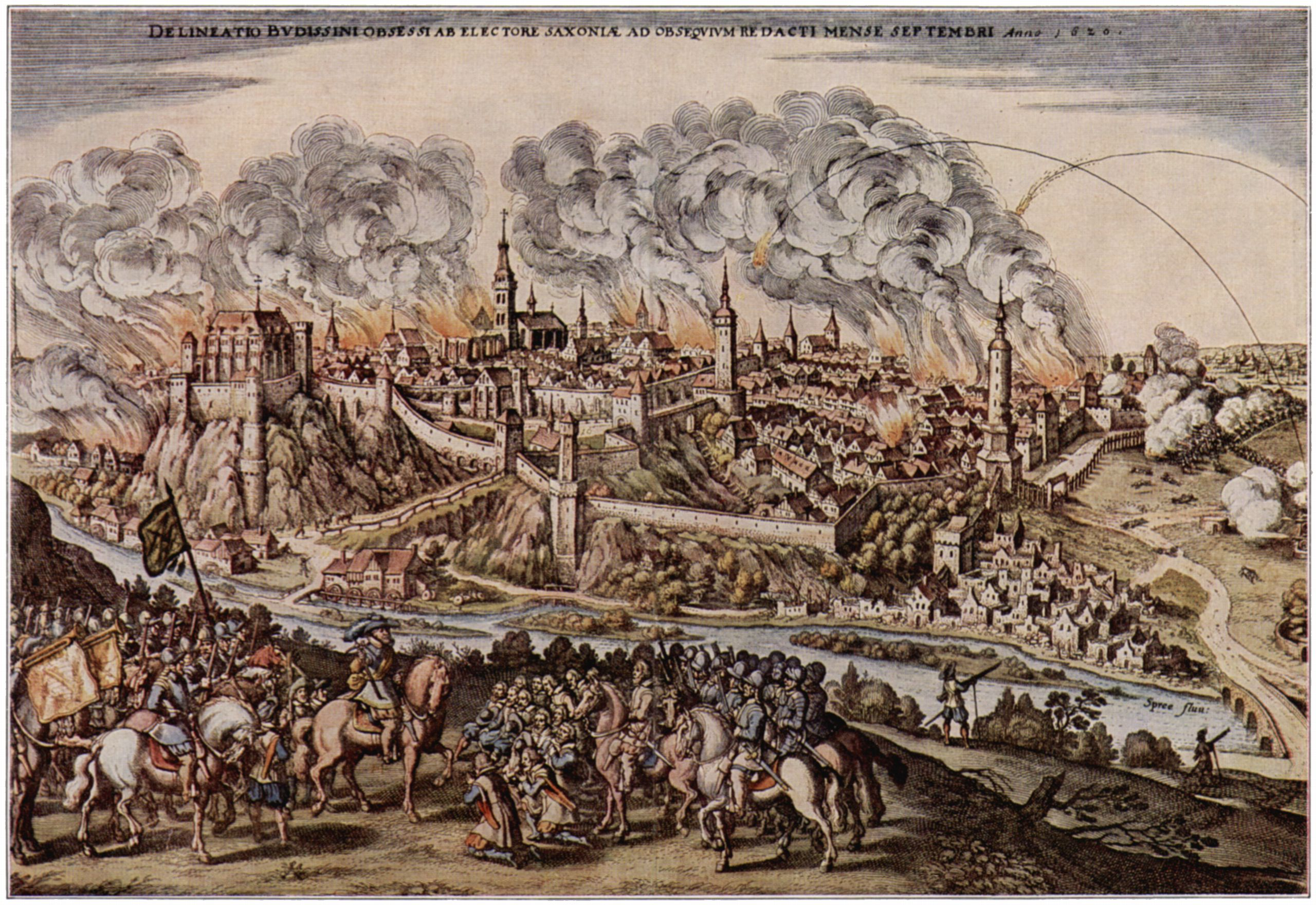
Belagerung von Bautzen im September 1620 nach Matthäus Merian

Mit dem Vertrag von München vom 8. Oktober 1619 gelang es Kaiser Ferdinand II. zwar unter großen Zugeständnissen, den bayrischen Herzog Maximilian I. zum Kriegseintritt zu bewegen, doch geriet Ferdinand noch im Oktober unter Druck, als der mit Böhmen verbündete Fürst von Siebenbürgen Gabriel Bethlen Wien belagerte. Bethlen zog sich jedoch bald wieder zurück, da er fürchtete, dass ihm eine vom Kaiser in Polen angeworbene Armee in den Rücken fallen könnte. Im folgenden Jahr wurde die fehlende Unterstützung für die protestantischen Aufständischen deutlich, die zunehmend in die Defensive gerieten. Eine von Friedrich einberufene Versammlung aller protestantischen Fürsten in Nürnberg im Dezember 1619 wurde nur von Mitgliedern der Protestantischen Union besucht, während der Kaiser im März 1620 die kaisertreuen protestantischen Fürsten an sich binden konnte. Kursachsen wurde für seine Unterstützung die Lausitz zugesichert. Mit dem Ulmer Vertrag schlossen die Katholische Liga und die Protestantische Union ein Nichtangriffsabkommen, sodass Friedrich keine Hilfe mehr erwarten konnte. Deshalb konnte im September das Ligaheer ungehindert über Oberösterreich in Böhmen einmarschieren, während sächsische Truppen die Lausitz besetzten. Auch Bethlens Soldaten konnten den Gegner nicht aufhalten. Am 8. November 1620 kam es bei Prag zur Schlacht am Weißen Berg, in der das böhmische Ständeheer von den Feldherren Buquoy und Johann T’Serclaes von Tilly schwer geschlagen wurde. Friedrich musste aus Prag über Schlesien und Brandenburg nach Den Haag fliehen und suchte in Norddeutschland nach Verbündeten. Schlesien dagegen löste sich aus der Böhmischen Konföderation. Im Januar verhängte Kaiser Ferdinand die Reichsacht über Friedrich. Zuletzt hatte der Dänenkönig Christian IV. die protestantischen Herzöge von Lüneburg, Lauenburg und Braunschweig, die Gesandten von England, Holland, Schweden, Brandenburg und Pommern sowie den vertriebenen Winterkönig zwischen Januar und März 1621 zum „Segeberger Convent“ auf die holsteinische Siegesburg geladen, um gemeinsame Maßnahmen gegen den katholischen Kaiser zu beschließen. Nach vergeblichen Beratungen löste sich die Protestantische Union im April 1621 schließlich selbst auf.
Nach dem Sieg bei Prag hielt der Kaiser in Böhmen ein Strafgericht ab: 27 Personen wurden im Folgenden wegen Majestätsbeleidigung angeklagt und hingerichtet. Um den Protestantismus in Böhmen wieder zurückzudrängen, vertrieb Ferdinand 30.000 Familien und zog 650 adelige Güter als Reparationen ein, die er zur Tilgung seiner Schulden an seine katholischen Gläubiger verteilte.

#### Krieg in der Kurpfalz

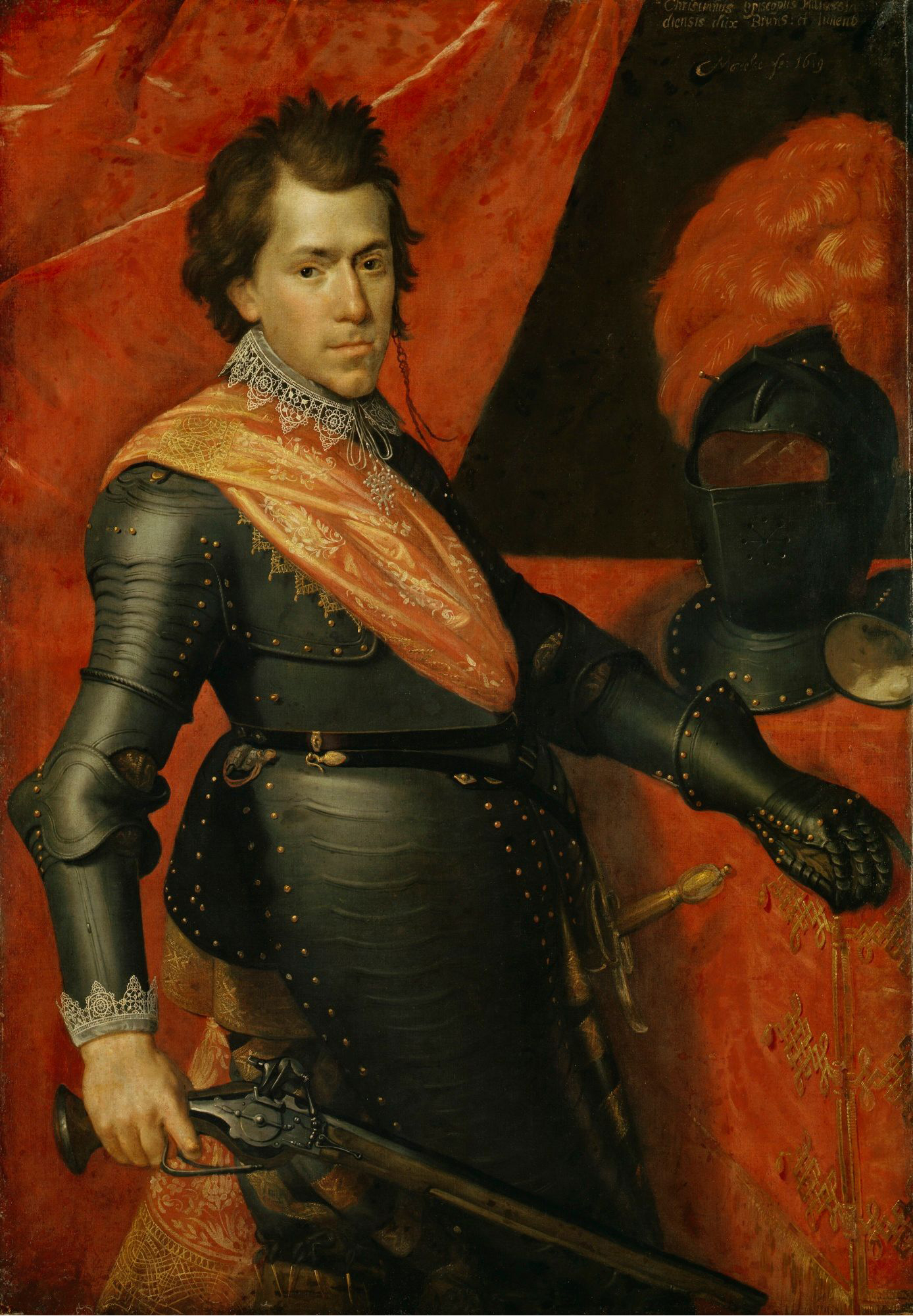
Paulus Moreelse, Herzog Christian von Braunschweig-Wolfenbüttel, 1619

Schon im Sommer 1620 eroberte der spanische Heerführer Ambrosio Spinola aus Flandern kommend die linksrheinische Pfalz, zog sich im Frühjahr 1621 aber wieder nach Flandern zurück. Eine 11.000 Soldaten starke Garnison blieb in der Pfalz.
Die verbliebenen protestantischen Heerführer Christian von Braunschweig-Wolfenbüttel, der tolle Halberstädter genannt, Ernst von Mansfeld sowie der Markgraf Georg Friedrich von Baden-Durlach zogen im Frühjahr 1622 aus unterschiedlichen Richtungen in die Pfalz. In den pfälzischen Erblanden des „Winterkönigs“ konnten die protestantischen Truppen zunächst die Schlacht bei Mingolsheim (27. April 1622) für sich entscheiden. In den folgenden Monaten erlitten sie jedoch schwere Niederlagen, weil sie den Kaisertreuen zwar zahlenmäßig überlegen waren, es ihnen jedoch nicht gelang, sich zu vereinigen. Die badischen Truppen wurden in der Schlacht bei Wimpfen (6. Mai 1622) vernichtend geschlagen, in der Schlacht bei Höchst unterlag Christian von Braunschweig-Wolfenbüttel dem Liga-Heer unter Tilly. Christian von Braunschweig-Wolfenbüttel trat daraufhin mit Ernst von Mansfeld in niederländische Dienste, wohin sich die beiden Heere absetzten. Auf dem Marsch trafen sie auf ein spanisches Heer, über das sie in der Schlacht bei Fleurus (29. August 1622) einen Pyrrhussieg erringen konnten. Ab Sommer 1622 war die rechtsrheinische Pfalz von Ligatruppen besetzt und Friedrich V. verlor am 23. Februar 1623 die Kurwürde, die auf Maximilian von Bayern übertragen wurde. Christian von Braunschweig-Wolfenbüttel erlitt bei Stadtlohn erneut eine verheerende Niederlage und seine dezimierten Truppen waren fortan für die Kaiserlichen kein ernstzunehmender Gegner mehr.
Die Oberpfalz fiel an Bayern und wurde bis 1628 katholisiert. Ebenfalls 1628 wurde die Kurwürde der Bayerischen Herzöge erblich, ebenso der Besitz der Oberpfalz. Im Gegenzug erließ Maximilian Kaiser Ferdinand die Erstattung von 13 Millionen Gulden Kriegskosten. Diese Übertragung einer protestantischen Kurwürde auf einen katholischen Herzog sowie die territoriale Ausweitung Bayerns stellte eine tiefgreifende Änderung des Machtgefüges im Reich zu Gunsten der Katholiken dar und schaffte damit die Grundlage für die Ausweitung des Konflikts. Bereits unmittelbar nach der Inauguration Maximilians I. in Regensburg urteilte die Infantin Isabella Clara Eugenia in Brüssel an Philipp IV. von Spanien, dessen Gesandten aufgrund der Furcht vor den Konsequenzen dieses Akts im Vorfeld vergeblich versucht hatten die Einsetzung Maximilians als Kurfürst zu verschieben, dass „[d]er Kaiser […] sich damit in neue und gefährliche Kämpfe eingelassen [hat].“

#### Wiederbeginn des Achtzigjährigen Krieges
Als 1621 der zwölfjährige Waffenstillstand zwischen den Niederlanden und Spanien auslief, begann auch der niederländische Unabhängigkeitskrieg wieder. Spanien hatte die Friedenszeit genutzt, um seine militärische Kraft zu stärken, sodass es mit einer 60.000 Mann starken Armee die Niederlande bedrohen konnte. Im Juni 1625 gelang es nach fast einjähriger Belagerung, die niederländische Stadt Breda zur Kapitulation zu zwingen, doch eine erneute Finanzknappheit der spanischen Krone behinderte weitere Operationen der flandrischen Armee und verhinderte so die vollständige Eroberung der niederländischen Republik.

### Niedersächsisch-Dänischer Krieg (1625–1629)
Dessau – Lutter – Wolgast

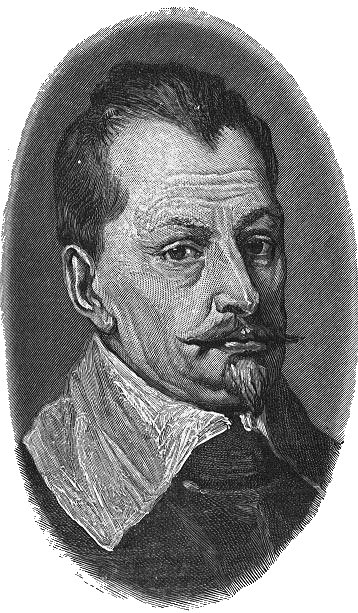
Albrecht von Wallenstein, Ausschnitt aus einem Porträt von Anthonis van Dyck

Nach dem Sieg des Kaisers über die protestantischen Fürsten im Reich betrieb Frankreich ab 1624 wieder eine antihabsburgische Politik. Dazu schloss der französische König Ludwig XIII. nicht nur ein Bündnis mit Savoyen und Venedig, sondern initiierte auch ein Bündnis der protestantischen Herrscher in Nordeuropa gegen den habsburgischen Kaiser. 1625 kam es zur Gründung der Haager Allianz zwischen England, den Niederlanden und Dänemark. Das erklärte Ziel der Allianz war der Unterhalt eines gemeinsamen Heeres unter der Führung des Dänenkönigs und Herzogs von Holstein, Christian IV., mit dem der protestantische Norden Deutschlands gegen die Restitutionforderungen der Katholiken geschützt werden sollte. Christian IV. versprach, nur 30.000 Soldaten zu benötigen, von denen der Großteil vom niedersächsischen Reichskreis bezahlt werden sollte, in dem Christian als Herzog von Holstein stimmberechtigtes Mitglied war. Damit setzte er sich gegen den schwedischen König Gustav II. Adolf durch, der 50.000 Soldaten forderte. Wesentliche Motivation Christians für den Kriegseintritt war es, Verden, Osnabrück und Halberstadt für seinen Sohn zu gewinnen.

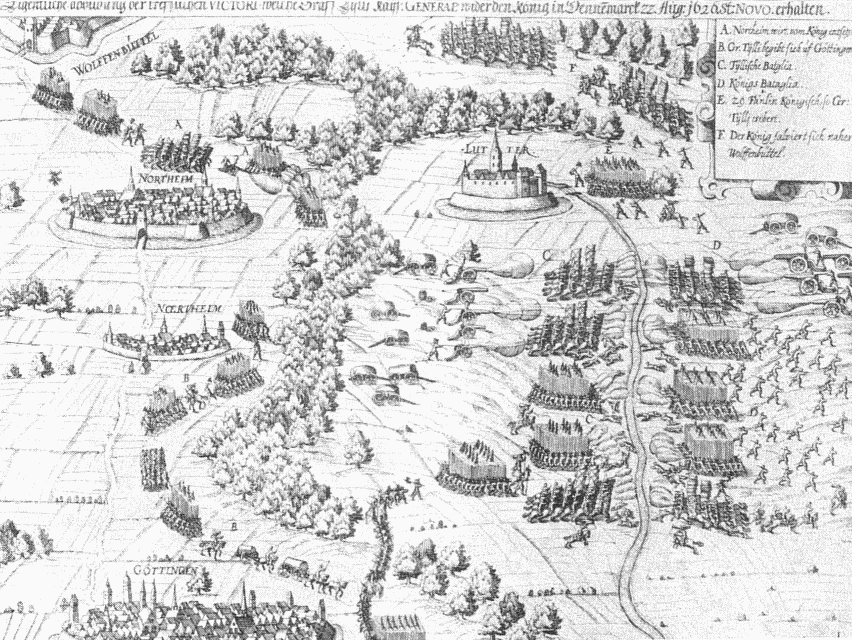
Zeitgenössische Darstellung der Schlacht bei Lutter

Christian warb sofort ein 14.000 Mann starkes Heer an und versuchte auf dem Kreistag in Lüneburg im März 1625, die Kreisstände zur Finanzierung weiterer 14.000 Söldner zu bewegen und ihn zum Kreisobristen zu wählen. Die Stände aber wollten keinen Krieg und machten deshalb zur Bedingung, dass das neue Heer nur zur Verteidigung des Kreises diene und das Kreisgebiet deshalb nicht verlassen dürfe. Der dänische König hielt sich nicht an die Regelung und besetzte mit Verden und Nienburg Städte, die zum niederrheinisch-westfälischen Reichskreis gehörten.
In dieser Bedrohungssituation bot der böhmische Adelige Albrecht von Wallenstein dem Kaiser an, zunächst auf eigene Rechnung ein Heer aufzustellen. Im Mai und Juni 1625 berieten die kaiserlichen Räte über das Angebot. Hauptsorge war dabei, durch die Aufstellung einer Armee einen neuen Krieg zu provozieren. Da die Mehrheit der Räte aber einen Angriff Dänemarks für wahrscheinlich hielt und sich dagegen rüsten wollte, wurde Wallenstein Mitte Juni 1625 im mährischen Nikolsburg zum Herzog erhoben. Mitte Juli erhielt er sein Patent zum ersten Generalat und den Auftrag zur Aushebung einer 24.000 Mann starken Armee, die von weiteren Regimentern aus anderen Teilen des Reiches verstärkt wurde. Zum Ende des Jahres war Wallensteins Armee so auf 50.000 Mann gewachsen. Wallenstein bezog in Magdeburg und Halberstadt sein Winterquartier und sperrte so den Schiffsverkehr auf der Elbe, während das Ligaheer unter Tilly weiter im östlichen Westfalen und in Hessen lagerte.
Mit seinem Verbündeten Ernst von Mansfeld plante Christian einen Feldzug, der sich zunächst gegen Thüringen und dann gegen Süddeutschland richten sollte. Wie zuvor die Böhmen und Friedrich von der Pfalz wartete aber auch Christian vergeblich auf nennenswerte Unterstützung durch andere protestantische Mächte und sah sich zudem im Sommer 1626 nicht nur dem Heer der Liga, sondern auch der Armee Wallensteins gegenüber. Am 27. August 1626 erlitten die Dänen in der Schlacht bei Lutter am Barenberge eine vernichtende Niederlage gegen Tilly, die sie die Unterstützung ihrer deutschen Verbündeten kostete.
Bereits am 25. April 1626 hatte Wallenstein Christians Verbündeten Ernst von Mansfeld in der Schlacht an der Dessauer Elbbrücke besiegt. Mansfeld gelang es danach noch einmal, ein Heer aufzustellen, mit dem er nach Süden auswich. In Ungarn beabsichtigte er, seine Truppen mit denen Bethlens zu vereinigen, um anschließend Wien anzugreifen. Doch Wallenstein verfolgte den Söldnerführer und zwang ihn schließlich zur Flucht. Kurz darauf starb Mansfeld in der Nähe von Sarajewo. Im Sommer 1627 stieß Wallenstein in wenigen Wochen nach Norddeutschland und auf die Halbinsel Jütland vor. Nur die dänischen Inseln blieben von den Kaiserlichen unbesetzt, da sie nicht über Schiffe verfügten. 1629 schloss Dänemark den Frieden von Lübeck und schied aus dem Krieg aus.
Die protestantische Sache im Reich schien verloren. Wie 1623 Friedrich von der Pfalz, so wurden nun die mit Dänemark verbündeten Herzöge von Mecklenburg für abgesetzt erklärt. Ihre Landesherrschaft übertrug der Kaiser auf Wallenstein, um damit seine Schulden bei ihm zu begleichen. Gleichfalls 1629 erließ Ferdinand II. das Restitutionsedikt, das die Rückerstattung aller seit 1555 von protestantischen Fürsten eingezogenen geistlichen Besitztümer vorsah. Das Edikt markiert zugleich den Höhepunkt der kaiserlichen Macht im Reich und den Wendepunkt des Krieges, denn es fachte den schon gebrochenen Widerstand der Protestanten erneut an und führte ihnen Verbündete zu, denen Kaiser und Liga am Ende nicht gewachsen waren.

### Mantuanischer Erbfolgekrieg (1628–1631)
In dieser Zeit brach in Italien der Erbfolgekrieg um das Herzogtum Mantua aus, deren Herrscher Vincenzo II. Gonzaga Ende 1627 als Letzter aus der Hauptlinie der Gonzaga gestorben war. Obwohl der Kaiser, Spanien und Frankreich einen Krieg vermeiden wollten, wurden sie durch die mangelnde Kompromissbereitschaft der norditalienischen Fürsten in den Konflikt hineingezogen. Der nächste Gonzaga-Erbe Carlo, Herzog von Nevers, war nicht bereit, die Ansprüche der Nebenlinie Gonzaga-Guastalla und des Herzogs von Savoyen auf Teile seines Besitzes zu kompensieren. Der Herzog von Guastalla suchte die Unterstützung des Kaisers, während Savoyen diejenige Spaniens gewann. Um spanische Vorteile zu verhindern, griff Frankreich auf Seiten von Nevers ein. Obwohl das vom Kaiser geschickte Heer militärisch erfolgreich war und im Juli 1630 Mantua eroberte und ausplünderte, konnten er und Spanien ihre politischen Ziele nicht durchsetzen. Gleichzeitig fehlten die Truppen dem Kaiser in der Folge auf dem deutschen Kriegsschauplatz.

### Schwedischer Krieg (1630–1635)
Frankfurt – Magdeburg – Werben – Breitenfeld – Bamberg – Rain – Wiesloch – Alte Veste – Lützen – Hessisch Oldendorf – Steinau – Liegnitz – Regensburg – Nördlingen

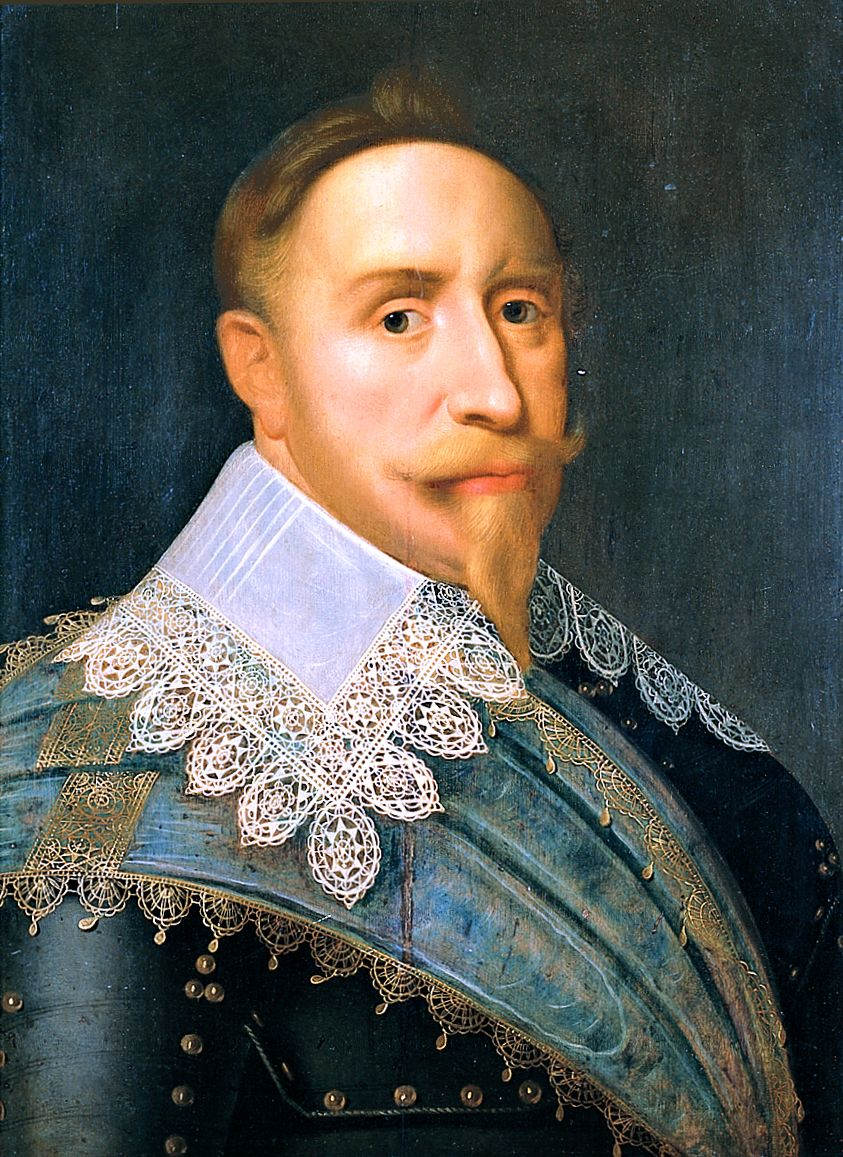
Gustav II. Adolf, König von Schweden, in der Schlacht bei Lützen tödlich verwundet

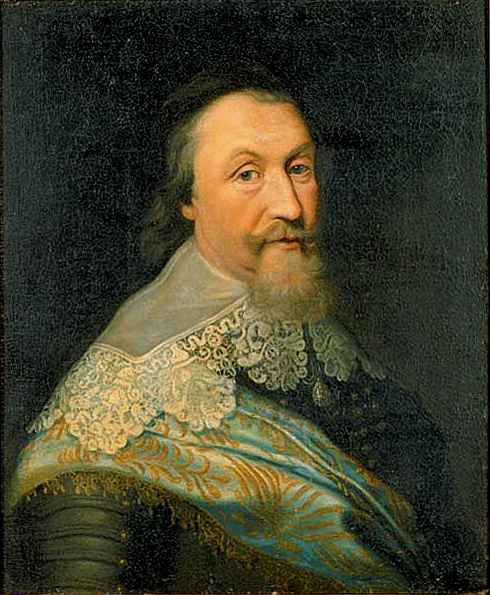
Axel Oxenstierna. Schwedischer Reichskanzler, nach dem Tod von Gustav Adolf Oberbefehlshaber

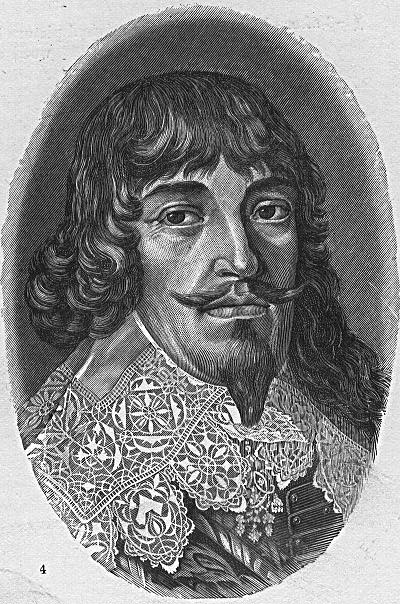
Herzog Bernhard von Sachsen-Weimar, deutscher Heerführer in schwedisch-französischen Diensten

Als „Schwedischer Krieg“ wird üblicherweise diese relativ kurze Phase des Krieges bezeichnet. Streng genommen zog sich der Schwedische Krieg kontinuierlich über ca. 20 Jahre hin, vom Eintreffen der Schweden im Jahr 1630 bis zu ihrem Abzug im Jahr 1650. Diese lange Zeit wurde für die Schweden nach der Schlacht bei Nördlingen im Jahr 1634 nur einmal kurz unterbrochen, als die Stellung der Schweden für einige Monate zusammenbrach. Auch bei anderen Kriegsparteien gab es ähnliche Zusammenbrüche – auf der kaiserlichen Seite sogar mehrmals – ohne dass sich dadurch die bisher üblichen Bezeichnungen der Kriegsphasen geändert hätten.
Nachdem mit Dänemark eine Ostseemacht aus dem Dreißigjährigen Krieg ausgeschieden war, sah Gustav Adolf von Schweden die Chance gekommen, seine hegemonialen Ansprüche in Nordosteuropa durchzusetzen. Am 6. Juli 1630 landete er mit einer Armee von 13.000 Mann auf Usedom und verstärkte seine Truppen mit Anwerbungen auf 40.000 Mann. In langwierigen Verhandlungen mit Frankreich sicherte er mit dem im Januar 1631 geschlossenen Vertrag von Bärwalde einen Grundstock zur Finanzierung des geplanten Feldzuges. Monatelanger politischer und militärischer Druck sowie die Eroberung Frankfurts an der Oder im April 1631 veranlassten Pommern, Mecklenburg, Brandenburg und Sachsen zu Bündnisverträgen mit Schweden. Während dieser Zeit eroberten im Mai 1631 die katholischen Ligatruppen unter Tilly nach mehrmonatiger Belagerung Magdeburg. Die Stadt wurde durch Brände weitgehend zerstört und war nach mehr als 20.000 Toten fast völlig entvölkert. Das als Magdeburger Hochzeit bezeichnete Ereignis war das größte Massaker des Dreißigjährigen Krieges und wurde, verbreitet durch hunderte Flugschriften und Flugblätter, für die Protestanten zu einem wirksamen Instrument der antikatholischen Propaganda.
Am 17. September 1631 traf das schwedische Heer unter Gustav Adolf in der Schlacht bei Breitenfeld nördlich von Leipzig auf die Truppen der katholischen Liga unter Tilly. Tilly wurde vernichtend geschlagen und musste sich nach Süddeutschland zurückziehen. Ein erstes Eindringen der Schweden nach Franken konnte Tilly in der Schlacht bei Bamberg gegen Gustaf Horn noch abwehren, doch in der Schlacht bei Rain am Lech (14./15. April 1632) gegen die schwedische Hauptmacht wurde er geschlagen und musste sich schwer verwundet nach Ingolstadt zurückziehen, wo er am 30. April mit dem Wort „Regensburg“ auf den Lippen starb. Die Schweden versuchten das stark befestigte Ingolstadt einzunehmen, was aber trotz hoher Verluste nicht gelang. Nach Abbruch der Belagerung verfolgte eine schwedische Heeresgruppe unter Horn flüchtende bayerische Truppen, die in Regensburg Schutz suchen wollten. Kurfürst Maximilian hatte die Stadt am 27. April 1632 überraschend gewaltsam besetzen lassen. Erwartet wurde ein schwedischer Angriff, denn die protestantische Reichsstadt Regensburg galt als Schlüsselfestung an der Donau, die die habsburgischen Erblande vor dem bereits von Tilly befürchteten schwedischen Angriff schützen sollte.
Statt Regensburg anzugreifen, verfolgte das schwedische Hauptheer unter Gustav Adolf aber den bayerischen Kurfürsten Maximilian, der von Ingolstadt nach München und dann weiter nach Salzburg flüchtete. Mitte Mai 1632 wurde die kaum verteidigte Residenzstadt München vom schwedischen Heer eingenommen. Durch Zahlung eines hohen Tributes von 300.000 Talern konnte sich die Stadt vor der Plünderung bewahren. Während Gustav Adolf die Stadt verschonte, gab er aber auf seinem Weg nach München und während seines 10-tägigen Aufenthaltes die ländlichen Regionen Bayerns für die systematische Plünderung durch seine Soldaten frei.
Bereits Anfang des Jahres 1632 hatte Kaiser Ferdinand II. den 1630 auf dem Regensburger Kurfürstentag entlassenen Wallenstein erneut zum Oberbefehlshaber der kaiserlichen Truppen ernannt, um der potentiellen Bedrohung Böhmens und Bayerns durch Schweden und ihren sächsischen Verbündeten zu begegnen. Wallenstein hatte in Böhmen sehr schnell ein neues Heer aufgestellt, war damit nach Nürnberg gezogen und hatte dort ein stark befestigtes Heerlager eingerichtet. Für das im Juni 1632 immer noch in München stehende Heer Gustav Adolfs waren dadurch die Versorgungs- und Rückzugswege nach Norden zur Ostseeküste bedroht. Der schwedische König sah sich gezwungen, den Rückzug nach Nürnberg anzutreten und Wallenstein zum Kampf zu stellen. In der daraufhin folgenden Schlacht an der Alten Veste westlich von Nürnberg bei Zirndorf gelang es Wallenstein jedoch am 3. September 1632, dem schwedischen Heer so beträchtliche Verluste beizubringen, dass Gustav Adolf gezwungen war, den Kampf abzubrechen. Da das nach Norden abziehende Wallenstein-Heer in Sachsen Winterquartiere aufschlug, sah sich Gustav Adolf nun gezwungen, den mit ihm verbündeten Sachsen zur Seite zu stehen. Er holte Wallensteins Kaiserliche in der Nähe von Leipzig bei Lützen ein, jedoch misslang ihm der erhoffte Überraschungsangriff.
Die am 16. November 1632 wegen Nebels spät beginnende Schlacht bei Lützen verlief zunächst für Gustav Adolf günstig. Die Lage änderte sich aber, als die von Wallenstein bereits in Quartiere entlassene, dann aber zurück beorderten Reitertruppen unter Pappenheim auf dem Schlachtfeld eintrafen, obwohl Pappenheim bald nach dem Eintreffen ums Leben kam. Auch Gustav Adolf verlor in einer unübersichtlichen Situation sein Leben. Nachdem sein Tod im schwedischen Heer bekannt wurde, ergriff Bernhard von Sachsen-Weimar noch auf dem Schlachtfeld den Oberbefehl über die zunächst geschockten schwedischen Truppen und zwang die kaiserlichen Truppen zum Rückzug. Trotzdem war der Tod Gustav Adolfs ein schwer wiegender Verlust für die Protestanten. Der schwedische Reichskanzler Axel Oxenstierna übernahm die Regentschaft über Schweden und auch den militärischen Oberbefehl. Oxenstierna schloss mit den Protestanten des fränkischen, schwäbischen und der beiden rheinischen Reichskreise den Heilbronner Bund (1633–1634). Der Tod von Gustav Adolf führte auch zu erheblichen Umgestaltungen der schwedischen Heeresverbände und zu Auseinandersetzungen zwischen den Heerführern, unter denen Bernhard von Sachsen-Weimar als deutscher Reichsfürst eine führende Stellung erringen konnte. Er besetzte im Februar 1633 Bamberg und hatte die Absicht, mit seiner neuen „fränkischen Armee“ die Oberpfalz zu besetzen und im Kampf um Regensburg diese Schlüsselstadt zu erobern, um von dort aus nach Österreich vorzudringen. Weil es durch ausbleibende Soldzahlungen zu Meutereien bei den Truppen kam, verzögerten sich die Pläne und Regensburg wurde erst im November 1633 erobert. Wallenstein hatte es versäumt, von Böhmen aus dem belagerten Regensburg zu Hilfe zu kommen. Das führte entscheidend dazu, dass der bayerische Kurfürst Maximilian und besonders Kaiser Ferdinand II. das Vertrauen zu Wallenstein endgültig verloren und Möglichkeiten fanden, den Feldherrn am 25. Februar 1634 in Eger ermorden zu lassen.

Pieter Snayers: Schlacht bei Nördlingen im September 1634

Nach Wallensteins Tod erhielt der Sohn des Kaisers, der spätere Kaiser Ferdinand III., den Oberbefehl über das kaiserliche Heer. Es gelang ihm, in einer gemeinsamen Operation mit dem bayerischen Kurfürsten und dem Heer der Katholischen Liga unter Johann von Aldringen, Regensburg im Juli 1634 wieder zurückzuerobern. Zwei schwedische Heere verloren auf dem Weg nach Regensburg wegen exzessiver Plünderungen der Stadt Landshut so viel Zeit, dass sie zu spät für einen Entlastungsangriff kamen. Mit dieser vermeidbaren Niederlage begann eine Serie militärischer Misserfolge für die Schweden. Die schwedischen Heere mussten in Eilmärschen den siegreichen kaiserlich-bayerischen Heeren nach Schwaben folgen. Uneins über die Frage, wie die Belagerung des strategisch wichtigen Nördlingens beendet werden könnte, griffen die schwedischen Feldherren Bernhard von Sachsen-Weimar und Gustaf Horn die kaiserlich-bayerischen Belagerungstruppen an. Diese waren inzwischen von einem aus Italien kommenden spanischen Heer unter dem Kardinalinfanten Ferdinand verstärkt worden. Im September 1634 kam es zur entscheidenden Schlacht bei Nördlingen, in der die protestantischen, schwedischen Truppen unter Horn und Bernhard von Sachsen-Weimar eine verheerende Niederlage erlitten, die zum Zusammenbruch der Machtstellung Schwedens im Reich führte.
Nach der schweren Niederlage der Schweden brachen im Folgejahr 1635 mit Ausnahme der calvinistisch geprägten Landgrafschaft Hessen-Kassel fast alle protestantischen Reichsstände unter Führung von Kursachsen aus dem Bündnis mit Schweden aus und schlossen mit Kaiser Ferdinand II. den Prager Frieden. Im Friedensvertrag musste der Kaiser den Protestanten die Aussetzung des Restitutionsedikts von 1629 für vierzig Jahre zugestehen. Auch der bayerische Kurfürst Maximilian I. wurde gedrängt, sich dem Bündnis anzuschließen und stimmte zu, obwohl er sein Heer der katholischen Liga in die neue Reichsarmee eingliedern musste.
Ziel der Reichsfürsten und der Reichsarmee war es, gemeinsam und mit Unterstützung von Spanien gegen Frankreich und Schweden als den Feinden des Reiches vorzugehen. Damit hörte der Dreißigjährige Krieg endgültig auf, ein Krieg der Konfessionen zu sein. Als Antwort auf den Prager Frieden verbündeten sich 1635 die protestantischen Schweden mit den katholischen Franzosen im Vertrag von Compiègne, um ebenfalls gemeinsam die spanisch-kaiserliche Macht der Habsburger einzudämmen.

### Schwedisch-Französischer Krieg (1635–1648)
Die hier wiedergegebene, weithin übliche Bezeichnung der letzten Phase des Krieges als „Schwedisch-Französischer Krieg“ ist leicht irreführend. Nach dem Regierungsantritt von Kaiser Ferdinand III. im Jahr 1637 war diese Phase des Krieges ganz wesentlich geprägt von Kämpfen zwischen kaiserlich-habsburgischen und schwedischen Truppen. Das lag aber nicht in der Absicht des Kaisers, denn seine Leitlinie war eigentlich die Kooperation mit Spanien und der gemeinsame Kampf gegen Frankreich, als den „Quell allen Übels“.
Wallerfangen – Dömitz – Haselünne – Wittstock – Rheinfelden – Breisach – Wittenweiher – Vlotho – Ochsenfeld – Chemnitz – Bautzen – Freiberg – Riebelsdorfer Berg – Dorsten – Preßnitz – La Marfée – Wolfenbüttel – Kempener Heide – Schweidnitz – Breitenfeld – Tuttlingen – Freiburg – Philippsburg – Jüterbog –  Jankau – Herbsthausen – Alerheim – Brünn – Korneuburg – Totenhöhe – Hohentübingen –  Triebl – Zusmarshausen – Wevelinghoven – Dachau –  Prag

#### Kriegseintritt Frankreichs
Der Kaiser und der sächsische Kurfürst waren überzeugt, mit dem Prager Friedensvertrag die Basis zur Beendigung des Konflikts mit Schweden gelegt zu haben. Diese Hoffnung erwies sich als Illusion, denn nun musste Frankreich als bisheriger finanzieller Unterstützer von Schweden fürchten, dass der Krieg zum Vorteil des Habsburger Kaisers enden könnte. Frankreich, das bisher nur über einen Stellvertreterkrieg indirekt am Krieg beteiligt war, entschloss sich, nun auch mit eigenen Truppen aktiv zu werden. Zunächst erfolgte am 19. Mai 1635 eine Kriegserklärung von Frankreich an Spanien. Spanische Truppen hatten im März 1635 die seit 1632 von französischen Truppen besetzte Stadt Trier im Handstreich eingenommen und den Kurfürsten von Sötern gefangen genommen. Die von Frankreich geforderte Freilassung des verbündeten Kurfürsten wurde verweigert, und der Kurfürst blieb stattdessen bis April 1645 in Haft.
Bevor Frankreich in den Krieg eintrat, verfügte die französische Armee über 72 Infanterieregimenter. Im Jahr des Kriegseintritts erhöhte sich die Zahl auf 135 Regimenter, erreichte im Jahr 1636 174 und gipfelte 1647 in einer Zahl von 202 Regimentern. Nach einer Heeresreform 1635 zählte jedes Linienregiment 1060 Mann. Im Jahr 1635 betrug die Zahl der französischen Infanterie ca. 130.000 Mann, im Jahr 1636 waren es ca. 155.000 Mann und im Jahr 1647 ungefähr 100.000 Mann. Bei Kriegseintritt galt das französische Heer als in einem schlechten Zustand befindlich und setzte sich aus Soldaten zusammen, die gegenüber den im Krieg kampferprobten kaiserlichen und schwedischen Soldaten unerfahren waren.

#### Stabilisierung Schwedens

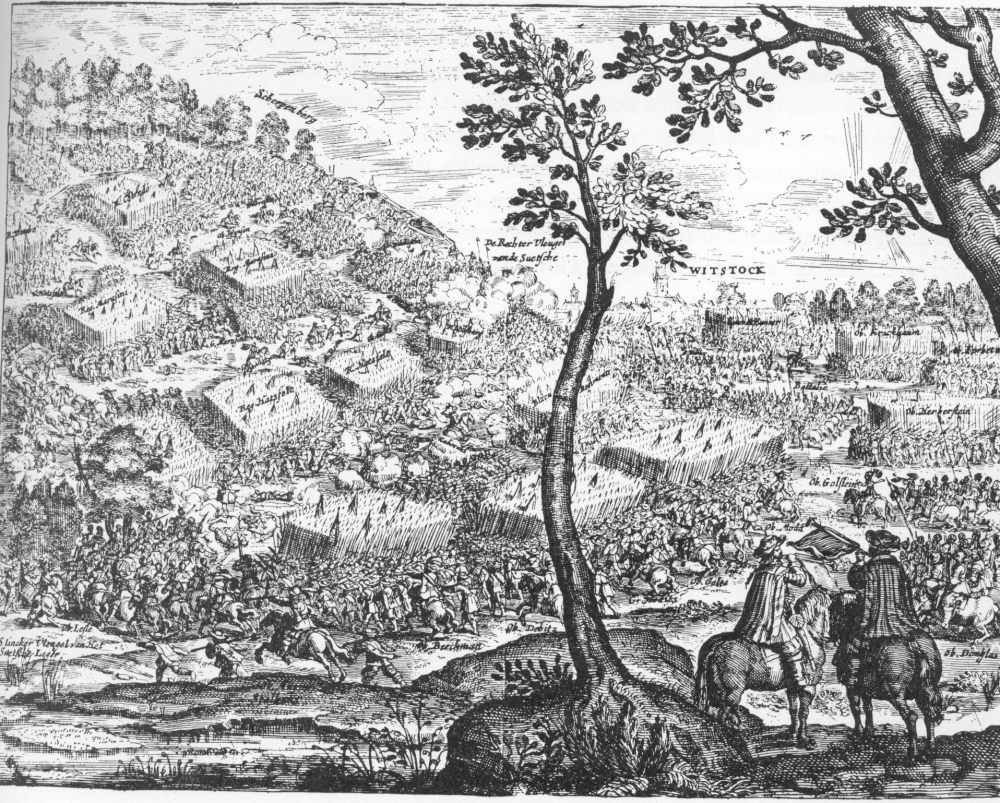
Schlacht bei Wittstock im Oktober 1636

Während die Schweden sich fast vollständig nach Norddeutschland an die Küste der Ostsee zurückzogen, wo der Nachschub aus ihrer Heimat per Schiff gesichert war, übernahm Frankreich ihre befestigten Orte und Schanzen am Oberrhein. Da Schweden fortan Bernhard von Sachsen-Weimar und seine Armee nicht mehr unterstützte, nahm dieser eigene Bündnisverhandlungen mit Richelieu auf. Im Oktober 1635 wurde ein Bündnis- und Kooperationsvertrag abgeschlossen. Bernhards Armee wurde dem französischen Oberkommando unterstellt und ihm ein Territorium im Elsass zugesichert. Ihm wurden jährlich vier Millionen französische Pfund als Verfügungsetat zugesichert, womit er 18.000 Soldaten besolden und versorgen sollte. Seine Armee setzte sich aus ehemaligen Söldnern der schwedischen Armee (sog. Bernhardiner oder Weimaraner) und französischen Verstärkungen zusammen. Die politische Führung unter Axel Oxenstierna und das letzte auf deutschem Boden befindliche schwedische Heer unter Johan Banér zogen sich bis September 1635 nach Magdeburg zurück. Vertragliche Grundlage hierfür bildete der im März 1636 auf Grundlage des Vertrags von Compiègne geschlossene Vertrag von Wismar. Danach sollte Schweden den Krieg über das militärisch schwache Brandenburg und Sachsen in die habsburgischen Erblande in Böhmen und Mähren verlegen und Frankreich sollte sich der Gebiete der österreichischen Habsburger am Rhein bemächtigen.
Als französische Truppen im Mai 1635 versuchten, die Spanischen Niederlande und im September 1635 das südliche Rheinland zu erobern, scheiterte das Vorhaben nicht nur aufgrund von Seuchen und Versorgungsschwierigkeiten im eigenen Heer, sondern auch am rechtzeitigen Entsatz von Löwen in den Niederlanden durch das kaiserliche Hilfskorps für die Spanier unter Ottavio Piccolomini und am kaiserlichen Hauptheer am Rhein unter Matthias Gallas. Gallas konnte die verbündeten Heere von Frankreich und von Bernhard von Sachsen-Weimar nach Metz abdrängen, letzterer konnte aber die Stellungen am Oberrhein halten. Nach der Auflösung des Heilbronner Bundes eröffnete die Sächsische Armee im Oktober 1635 förmlich den Krieg gegen den einstigen Verbündeten Schweden und blockierte ab November 1635 Magdeburg. Die schwedischen Soldaten wurden unruhig und auch Generäle argwöhnten Friedensverhandlungen über ihre Köpfe hinweg. Nach der schweren Niederlage der Schweden bei Nördlingen hatte eine Meuterei im schwedischen Heer gedroht und noch im August 1635 wurde der schwedische Reichskanzler Oxenstierna von meuternden Gruppen festgehalten. Er entzog sich im September heimlich dem Zugriff der Truppe, da er um sein Leben fürchtete. Im Oktober 1635 beendeten Erfolge der Schweden unter Banér in der Schlacht bei Dömitz und anschließend bei Kyritz gegen ein brandenburgisches Heer die Gefahr eines schwedischen Zusammenbruchs.
Die Schweden setzten nun alles daran, ihre auf Pommern und Mecklenburg zusammengeschrumpfte Machtbasis zu erweitern. Das konnte gelingen, weil sich die Kaiserlichen zunächst auf Frankreich konzentrierten und die Vertreibung der Schweden aus dem Reichsgebiet Kursachsen überließen. Kaiserliche und bayerische Truppen unter Piccolomini und Johann von Werth unterstützen dazu 1636 die spanischen Truppen in den südlichen Niederlanden. Sie drangen gemeinsam Anfang Juli von Mons aus in Nordfrankreich ein. Nachdem sie La Capelle erobert hatten und entlang der Oise Richtung Paris vorgestoßen waren, drehten sie in der erwarteten Richtung der französischen Armee nach Westen ab, eroberten Le Catelet und überschritten Anfang August von Norden her die Somme. In Paris kam es zu Aufständen, nachdem die Angreifer Mitte August die nur 100 km nördlich entfernte französische Grenzfestung Corbie erobert hatten. Im Zusammenwirken von Richelieu und König Ludwig XIII. wurde ein Volksheer gebildet, dem es gelang, die Bedrohung von Paris abzuwenden.
Im Süden sollte Gallas mit einem weiteren Heer nach Frankreich vorstoßen. Zuerst musste er seine Vorhut in die spanische Franche-Comté entsenden, deren Hauptstadt Dole von einem französischen Heer belagert wurde. Der Entsatz gelang und kaiserlich-lothringische Reiter verheerten in der Folge das Gebiet bis Dijon. Das nachrückende Hauptheer unter Gallas sollte von dort ins Innere Frankreichs vorrücken, bei Langres verlegte ihm aber das Heer Bernhard von Sachsen-Weimars den Weg. Im Norden wurde Corbie nach einer Belagerung durch das französische Volksheer im November 1636 wieder zurückerobert. Die Spanier unter dem Kardinalinfanten hatten sich zu spät für einen Entsatz entschieden, da sie ihre Operationen bereits als abgeschlossen ansahen. Die spanische Militärführung gab sich letztlich mit dem Erwerb einiger französischer Grenzfestungen zufrieden, was Piccolomini als vergebene Chance betrachtete. Gleichzeitig gelang den Schweden in der Schlacht bei Wittstock ein Sieg gegen ein kaiserlich-kursächsisches Heer. Der Sieg erwies sich als so umfassend, dass im folgenden Jahr im Nordosten des Reiches kaiserlichen Truppen dringend benötigt wurden. Zuvor hatte Gallas noch versucht, eine Offensive ins innere Frankreich zu starten, um dort Winterquartiere im Feindesland einzurichten und dabei schwächer verteidigte Gebiete zu verheeren. Er scheiterte aber Anfang November an schlechter Witterung und an der erbitterten Verteidigung der Grenzstadt Saint-Jean-de-Losne. Ohne geeignete Quartiere musste er mit dem Großteil seiner Truppen wieder den langen Rückmarsch zum Rhein antreten.
Nach dem Sieg bei Wittstock hatte sich die Lage für Schweden deutlich gebessert. Kurbrandenburg war wieder unter schwedischer Kontrolle und der brandenburgische Kurfürst musste nach Königsberg in Preußen fliehen. Im Frühjahr 1637 drangen die Schweden unter Banér auch in Kursachsen ein. Die Belagerung von Leipzig scheiterte aber, und nachdem sächsische Truppen und die aus Burgund zurückgekehrte kaiserliche Hauptarmee Banér zum Rückzug nach Pommern gezwungen hatten, waren die Schweden wieder in ihrer Küstenbasis eingeschlossen.

#### Krise und Zwischenhoch der Habsburger

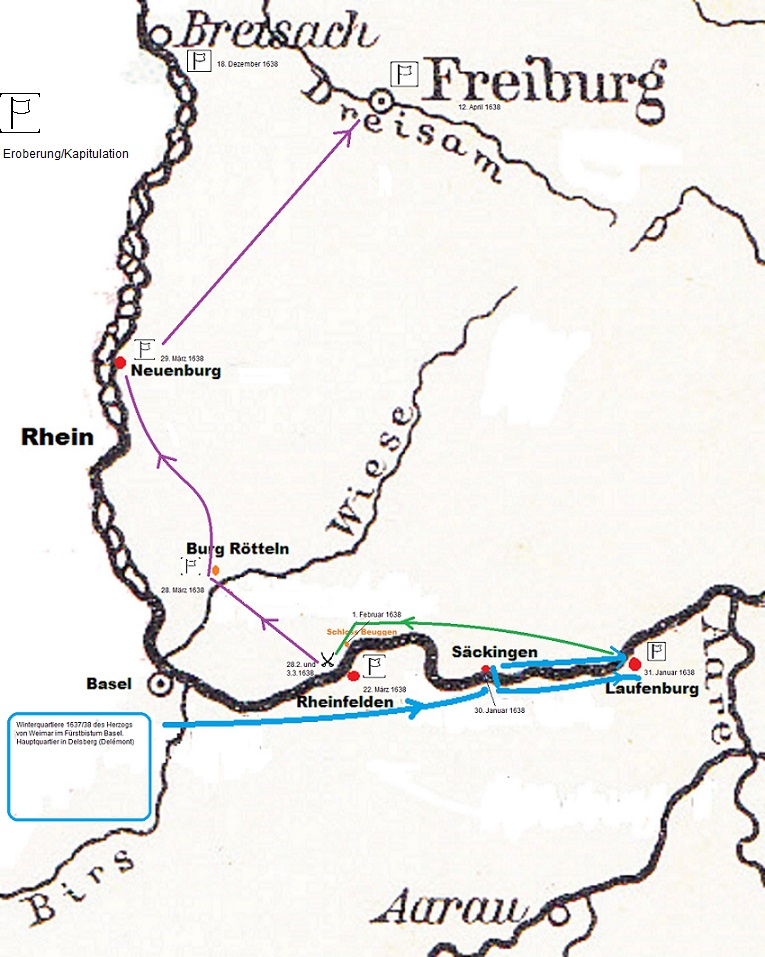
Feldzug Bernhards von Weimar anfangs 1638

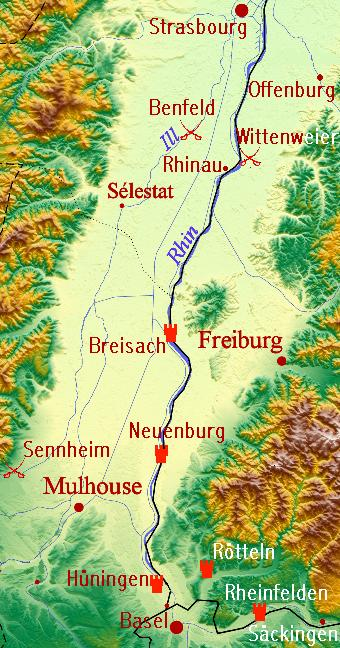
Wichtige Kampfgebiete am südlichen Oberrhein 1638

Der direkte Kriegseingriff der Franzosen und ihre Subsidienzahlungen hatten dazu geführt, dass die schwedische Schwächephase nach 1634 überwunden wurde. 1637 war der Kaiser gestorben. Sein Nachfolger Ferdinand III. drängte zwar auf einen Ausgleich, doch der Prager Frieden war zu diesem Zeitpunkt bereits Geschichte. Sämtliche andere Friedensinitiativen wie die von Papst Urban VIII. (Kölner Friedenskongress) oder dem Hamburger Kongress von 1638 waren gescheitert. Frankreich selbst wollte vor einer Restitution der Pfalz, Hessen-Kassels, Braunschweig-Lüneburgs und weiterer protestantischer Reichsstände als auch den Erhalt von Kriegsentschädigungen keinen Frieden schließen. Letztlich vertrat auch Ferdinand III. die Interessen der alten Kirchenverhältnisse, bemühte sich aber mehr um einen reichsständischen Konsens.
Die direkte Kriegsbeteiligung war für die Franzosen selbst bisher wenig erfolgreich verlaufen, die 1636 im Année de Corbie gerade so eine Katastrophe abwenden konnten und ihre einst vom Trierer Kurfürsten überlassenen Brückenköpfe am Rhein (Philippsburg und Ehrenbreitstein) bis 1637 an die Kaiserlichen verloren hatten. Erst die Entlastung im Kampf gegen die Spanier durch niederländische Erfolge wie die Eroberung von Breda 1637 und die Vorstöße Bernhards von Sachsen-Weimar am Oberrhein brachten Frankreich wieder erfolgreich in das Kriegsgeschehen zurück. Bernhards Heer besiegte 1637 zunächst den Herzog von Lothringen im Norden der Franche-Comté und zog anschließend zum Oberrhein. Ende 1637 noch von Johann von Werth wieder über den Rhein zurückgedrängt, fügte sein Heer den kaiserlichen Truppen im nächsten Jahr mehrere Niederlagen zu. Im Januar 1638 eröffnete das weimarische Heer einen Winterfeldzug auf linksrheinischem Gebiet und nahm die Waldstädte Säckingen und Laufenburg ein. Dann belagerte das Heer die strategisch wichtige Stadt Rheinfelden und besiegte nach einem ersten Misserfolg am 28. Februar im zweiten Versuch am 3. März das von seiner Rückkehr völlig überraschte kaiserliche Entsatzheer unter Savelli und Werth in der Schlacht bei Rheinfelden. Nach der Übernahme der Stadt Freiburg im April 1638 begann das weimarische Heer im Mai 1638 mit der Belagerung von Breisach. Die stark verteidigte Reichsfestung Breisach musste trotz zweier Versuche zum Entsatz durch kaiserlich-bayerische Heere im Dezember 1638 kapitulieren. Ein für 1639 geplanter Feldzug fand nicht statt, da Bernhard von Sachsen-Weimar am 18. Juli 1639 überraschend verstarb.
Im Frühjahr 1638 befürchtete Richelieu beim schwedischen Reichskanzler Axel Oxenstierna einen zunehmenden Wunsch nach einem Separatfrieden und drängte deshalb auf Verabschiedung des Hamburger Vertrags. Darin verlängerten Schweden und Frankreich ihr Bündnis gegen den Kaiser und schlossen einen jeweiligen Separatfrieden mit ihm aus. Weitere 14.000 schwedische Soldaten erreichten Norddeutschland. Der bislang in Pommern eingeschlossene Banér konnte wieder in die Offensive übergehen, während die Kaiserlichen an immer schlechterer Versorgung im norddeutschen Kriegsgebiet litten. Sie erhielten nur unzureichende Unterstützung gegen die Schweden durch das schwache brandenburgische Heer, ihre eigenen Verstärkungen wurden zum Entsatz Breisachs umgelenkt. Als zusätzlich ein mit englischen Geldern finanziertes pfälzisches Heer in Westfalen eindrang, musste der Oberbefehlshaber Gallas zu dessen Abwehr eigene Truppen aus Pommern abziehen. Die Kaiserlichen unter Melchior von Hatzfeldt zerschlugen im Oktober 1638 das pfälzisch-schwedische Heer unter Erbprinz Karl Ludwig in der Schlacht bei Vlotho. Im Nordosten scheiterte dagegen endgültig das Einschließen der Schweden in Pommern, da die Versorgung und Überwinterung der Kaiserlichen in dem Gebiet nicht länger möglich war. Gallas zog sein geschwächtes Heer im Winter 1638 in die Erblande zurück, während die Schweden unter Johan Banér über das ausgezehrte Gebiet hinweg nach Sachsen zogen. Sie schlugen im April 1639 ein sächsisches Heer bei Chemnitz und stießen weiter nach Böhmen bis vor die Mauern von Prag vor. Die Feinde Habsburgs im Reich registrierten aufmerksam, wie die Übermacht des Kaiserlichen Militärs dahinschmolz. Amalie Elisabeth von Hessen-Kassel brach Verhandlungen über einen Beitritt zum Prager Frieden ab und schloss im Spätsommer 1639 ein Bündnis mit Frankreich. Die in den Prager Frieden einbezogenen Welfenherzöge von Wolfenbüttel und Lüneburg gingen ein Bündnis mit Schweden ein.
1640 berief der Kaiser den Regensburger Reichstag ein und setzte damit ein richtungsweisendes Signal auf dem langen Weg zum Frieden. Der Reichstag gab der ständischen Opposition ihr Forum zurück. Die Dominanz des monarchischen Systems war zerbrochen. Ein Friedensschluss war jedoch nur mit den hier nicht vertretenen Mächten Frankreich und Schweden möglich. Militärisch führten die schwedischen Erfolge zu einer Abberufung von Gallas als Oberbefehlshaber und zur Rückberufung von Piccolominis Hilfskorps für die Spanier in die österreichischen Erblande. Mit einem gut organisierten Winterfeldzug gelang Piccolomini Anfang 1640 die Vertreibung der Schweden aus Böhmen. Im Frühjahr und Sommer lagen sich Kaiserliche und Schweden mehrmals ergebnislos gegenüber, die Kaiserlichen drängten unter dem Oberbefehl Erzherzog Leopold Wilhelms ihre Gegner aber langsam zurück bis hin zur Eroberung Höxters Anfang Oktober. Die Schweden versuchten im Gegenzug ein gemeinsames Vorgehen mit dem nun französischen ehemaligen Heer Bernhards, die Weimaraner genannt; im Januar 1641 stießen sie in einem der typischen schwedischen Blitzfeldzüge bis Regensburg vor. Die Alliierten konnten den dort tagenden Reichstag jedoch nicht sprengen, da rechtzeitig das Eis der zugefrorenen Donau brach und bayrische Kavallerie zum Schutz der Stadt eintraf.
Nach Banérs Überraschungsangriff musste er vor überlegenen kaiserlichen und bayrischen Truppen unter Piccolomini und Geleen fliehen und konnte sein Heer nur unter schweren Verlusten nach Sachsen retten, wo er todkrank in Halberstadt ankam. Banérs baldiger Tod führte zu Auflösungserscheinungen im schwedischen Heer. Das schien ein letztes Mal ein Fenster für das dauerhafte Ausscheiden der Schweden aus dem Krieg zu eröffnen. Im Sommer 1641 endete der Krieg zwischen Brandenburg und Schweden, was ein weiterer schwerer Schlag für das Prager Friedenssystem darstellte. Der Kaiser musste in Verhandlungen mit den Schweden nun zwar weniger Rücksicht auf die Brandenburger Ansprüche auf Pommern nehmen, die Schweden erhielten jedoch Durchzugsrechte und feste Stützpunkte in Brandenburg. Kaiserliche und Bayern stießen zur selben Zeit über Halberstadt nach Wolfenbüttel vor, um die von Lüneburger Truppen und dem Restheer der Schweden belagerte Festung zu entsetzen. Ein Angriff auf die Stellungen der Belagerer scheiterte zwar, diese zogen letzten Endes aber doch erfolglos von der Festung ab. Gleichzeitig gelang Hatzfeldt ein Erfolg mit der Einnahme von Dorsten, der hessischen Hauptfestung in Westfalen. Nach Erfolgen gegen die deutschen Verbündeten der Schweden erreichten die Kaiserlichen aber nicht die Zerschlagung des schwedischen Heeres, das ab Ende 1641 von seinem neuen Oberbefehlshaber Lennart Torstensson erfolgreich reorganisiert wurde und im kommenden Jahr zu einem folgenreichen Gegenschlag ausholen würde.

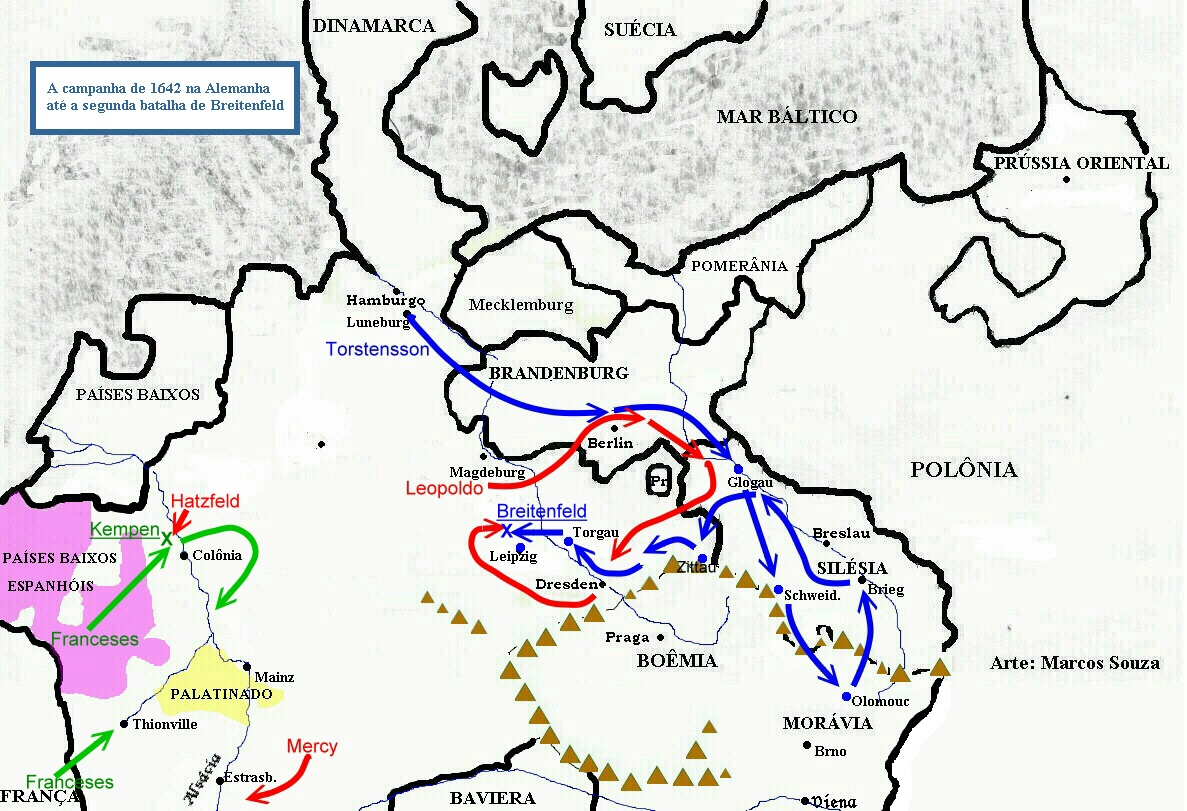
Feldzugsjahr 1642, Zweite Schlacht bei Breitenfeld

Zunächst verloren die kaiserlichen Hilfstruppen für die Spanier unter Lamboy Anfang 1642 die Schlacht bei Kempen am Niederrhein gegen Hessen-Kassel und die Weimaraner unter Guébriant. Das hinderte die Spanier am Ausnutzen ihres Sieges in der Schlacht bei Honnecourt und zwang das bayerische Heer, sich von den Kaiserlichen zu trennen, um Kurköln gegen Guébriant zu schützen. Anschließend zog Torstensson mit dem schwedischen Heer über Schlesien nach Mähren und eroberte unterwegs Glogau und Olmütz. Kaiserliche Truppen manövrierten gegen die schwedische Armee und drängten sie schließlich nach Sachsen zurück. Die Schweden unter Torstensson belagerten dann Leipzig, und die Kaiserlichen stellten ihn in der Zweiten Schlacht bei Breitenfeld. Sie erlitten aber hohe Verluste und eine schwere Niederlage annähernd vergleichbar mit der ersten Schlacht von Breitenfeld.

#### Kämpfe im Westen, Torstenssonkrieg, Beginn der Friedensverhandlungen

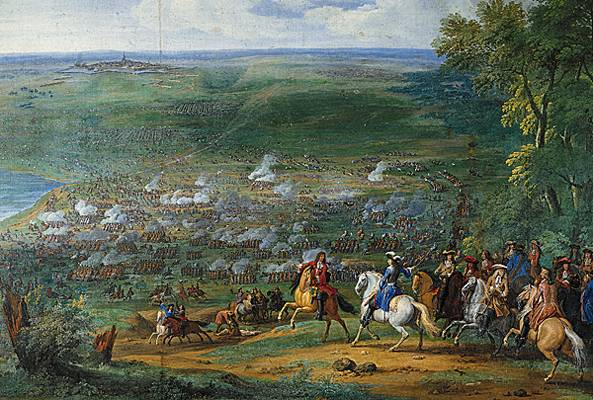
Sauveur Le Conte, 17. Jahrhundert: Schlacht bei Rocroi im Mai 1643

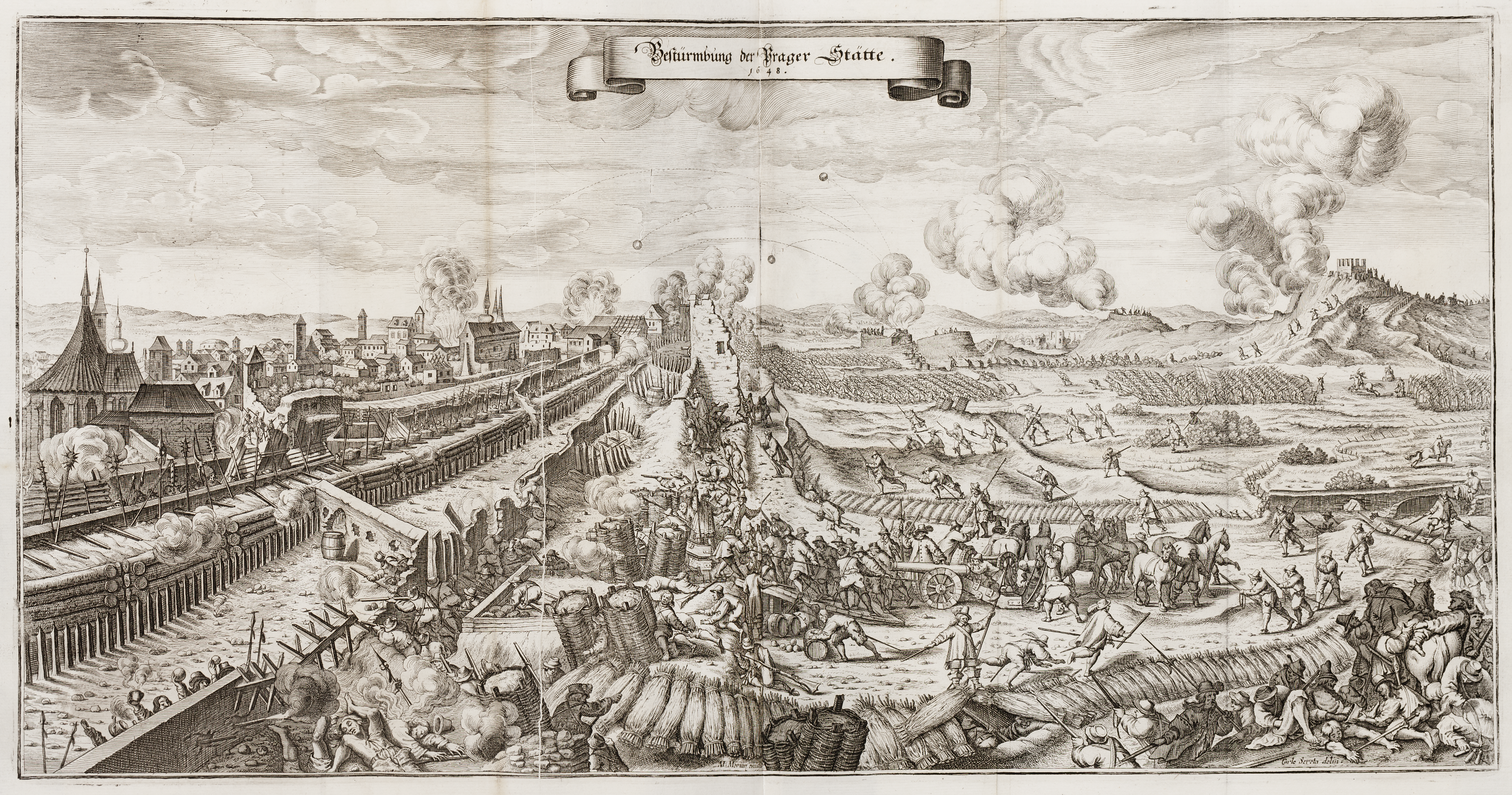
Bestürmung von Prag im Oktober 1648 aus dem Theatrum Europaeum

Ab 1643 verhandelten die kriegführenden Parteien – das Reich, Frankreich und Schweden – in Münster und Osnabrück über einen möglichen Frieden. Die Verhandlungen, immer begleitet von weiteren Kämpfen zur Gewinnung von Vorteilen, dauerten aber noch fünf Jahre an. Zunächst verhandelte man nur über Verfahrensfragen wie welche Reichsstände an den Verhandlungen teilnehmen durften. Der Kaiser und die Kronen von Frankreich und Schweden wollten im Wettkampf um die Gunst der Reichsstände diese nicht durch vorschnelle Zugeständnisse oder Forderungen verprellen.
Die sich zuspitzende Krise Spaniens nach den Aufständen auf der Iberischen Halbinsel 1640 und der verlorenen Schlacht bei Rocroi gegen Frankreich 1643 wirkte sich auch auf die Lage im Reich aus. Madrid sah sich nicht mehr in der Lage, die Wiener Hofburg finanziell zu unterstützen und war militärisch in großem Maße auf der iberischen Halbinsel gebunden. Wien konnte fortan nicht mehr auf spanische Rettungsaktionen rechnen, wenn es im Reich in eine militärische Notlage geriet. Nach dem Tod Bernhards von Weimar gelang es den Franzosen nicht, auf dem rechten Rheinufer weiter voranzukommen. Erst die enormen Verluste der spanischen Flandernarmee bei Rocroi erlaubten es Frankreich, mit größeren Kontingenten an der Rheinfront zu operieren. Hier aber trat ihnen Bayern in den Weg. Die bayerische Armee konnte sich in Süddeutschland gut gegen die französische Armee behaupten. Sie verfügte über eine bessere Versorgung als die Kaiserlichen und mit dem Lothringer Franz von Mercy und dem Reitergeneral Johann von Werth über sehr fähige Heerführer. Zusammen mit lothringischen und spanischen Truppen sowie einem kaiserlichen Korps unter Melchior von Hatzfeldt gelang ihnen in der Schlacht bei Tuttlingen die fast völlige Vernichtung eines französisch-weimaranischen Heeres. Auch Frankreich zeigte inzwischen Züge von Kriegsmüdigkeit. Dort entstanden Unruhen aufgrund der kriegsbedingt erhöhten Steuerbelastung. Dem bayerisch-kaiserlichen Heer gelang es 1644 Freiburg zurückzuerobern und den Franzosen unter den Generalen Turenne und Condé in der Schlacht am Lorettoberg schwere Verluste zuzufügen. Im Gegenzug zog Condé in die schwach verteidigte nördliche Rheinebene, wo er nach kurzer Belagerung Philippsburg einnahm und kampflos Speyer, Worms und Mainz besetzte.
Die schwedischen Soldaten zog Ende 1643 nach einem erneuten Vordringen nach Mähren völlig unerwartet ab, um im Torstenssonkrieg Dänemark anzugreifen. Die Kaiserlichen reagierten darauf mit einer eigenen Offensive zur Entlastung der Dänen, denn die Hofburg wollte die Vermittlerrolle Dänemarks nicht missen. Dieser Vorstoß sollte jedoch nach anfänglichen Erfolgen schlussendlich vergeblich bleiben. Der kaiserliche Rückmarsch aus Holstein entwickelte sich zu einer Katastrophe. Im Herbst 1644 vom schwedischen Heer Torstenssons erst in Bernburg, dann in Magdeburg eingeschlossen, desertierten viele Soldaten. Nach einem Ausbruch mit schweren Verlusten schlug sich Gallas’ Truppe nach Böhmen durch. Ein eilig zusammengestelltes Heer unter Befehl Hatzfeldts wurde am 6. März 1645 von den Schweden in der Schlacht bei Jankau zerschlagen. Die Schweden konnten mit ihrer rund 28.000 Mann starken Armee fast ungehindert Richtung Wien vorstoßen, aber nicht die Donau überwinden. Im Juli 1645 führte Rákóczi seine Truppen nach Mähren, um Torstensson bei der Belagerung von Brünn zu unterstützen. Ferdinand III. erkannte die Gefahr eines gemeinsamen militärischen Vorstoßes von Torstensson und Rákóczi gegen Wien. Am 13. Dezember 1645 wurde zwischen Kaiser Ferdinand III. und Fürst Georg I. Rákóczi von Siebenbürgen der Linzer Frieden geschlossen. Gleichzeitig konnte der Kaiser nicht verhindern, dass das verbündete Sachsen mit den Schweden den Waffenstillstand von Kötzschenbroda schloss und aus dem Krieg ausschied. Nach der Abwehr ihrer Offensive mussten die Schweden sich wieder aus Niederösterreich zurückziehen, wo sie bis Mitte 1646 noch Korneuburg behaupteten, und wurden auch aus Böhmen zurückgedrängt.
Im Westen war Turenne im Frühjahr 1645 in Württemberg eingefallen und wurde am 5. Mai bei Mergentheim-Herbsthausen von Mercys Heer geschlagen. Im August 1645 erlitten die kaiserlich-bayerischen Truppen in der Schlacht bei Alerheim eine Niederlage gegen die Franzosen, die schließlich zur entscheidenden Wende gegen den Bayerischen Kurfürsten werden sollte. Zwar konnten die Bayern auch den französischen Truppen hohe Verluste zufügen, weswegen sich diese zunächst wieder über den Rhein zurückziehen mussten, doch gelang bereits im Sommer 1646 einer vereint operierenden alliierten Armeen, weit nach Bayern vorzudringen. Kurfürst Maximilian ging daraufhin auf Abstand zu Wien und schloss im März 1647 den Ulmer Waffenstillstand mit Frankreich, Schweden und Hessen-Kassel, der jedoch nicht lange Bestand haben sollte. In Westfalen bedrohten schwedische Truppen unter Königsmarck zeitweise die Kongressstadt Münster, nachdem sie zusammen mit den Hessen unter Rabenhaupt Wiedenbrück eingenommen hatten und vergebliche Angriffe auf Warendorf und Paderborn unternahmen, bevor sie nach Ostfriesland abzogen, um dort einen kaiserlichen Angriff abzuwehren.
Der bayerische Kurfürst schloss sich Ende 1647 wieder den Kaiserlichen an. Nach einem erfolglosen Vorstoß der Kaiserlichen auf Marburg wurden sie und die verbündeten Bayern von Schweden und Franzosen nach Süden zurückgedrängt und im Mai 1648 bei Zusmarshausen geschlagen. Unter Verlusten gelang ein Rückzug nach Augsburg, aber demoralisiert vom Tod des Befehlshabers Peter Melander von Holzappel und angesichts zahlenmäßig überlegenen Gegnern gaben sie in der Folge die Verteidigungslinie am Lech auf und gingen bis an den Inn zurück. Das ermöglichte eine weitere Verwüstung Kurbayerns. Ein kleines schwedisches Heer drang danach in Böhmen ein, wo es im Juli 1648 handstreichartig die Prager Kleinseite einnahm und anschließend zusammen mit nachrückenden Verstärkungen die Alt- und Neustadt belagerte. In der Zwischenzeit drängten Kaiserliche und Bayern unter Befehl des zurückberufenen Piccolomini die gegnerischen Heere wieder langsam aus Bayern heraus und errangen noch einen kleineren Sieg in der Schlacht bei Dachau. Der Krieg endete mit Prag dort, wo er 30 Jahre vorher seinen Anfang genommen hatte. Kurz vor Eintreffen eines kaiserlichen Entsatzheeres brachen die Schweden Anfang November 1648 die Belagerung ab. Eine Woche vorher war am 24. Oktober der Westfälische Frieden geschlossen worden.

## Westfälischer Friede und die Kriegsfolgen

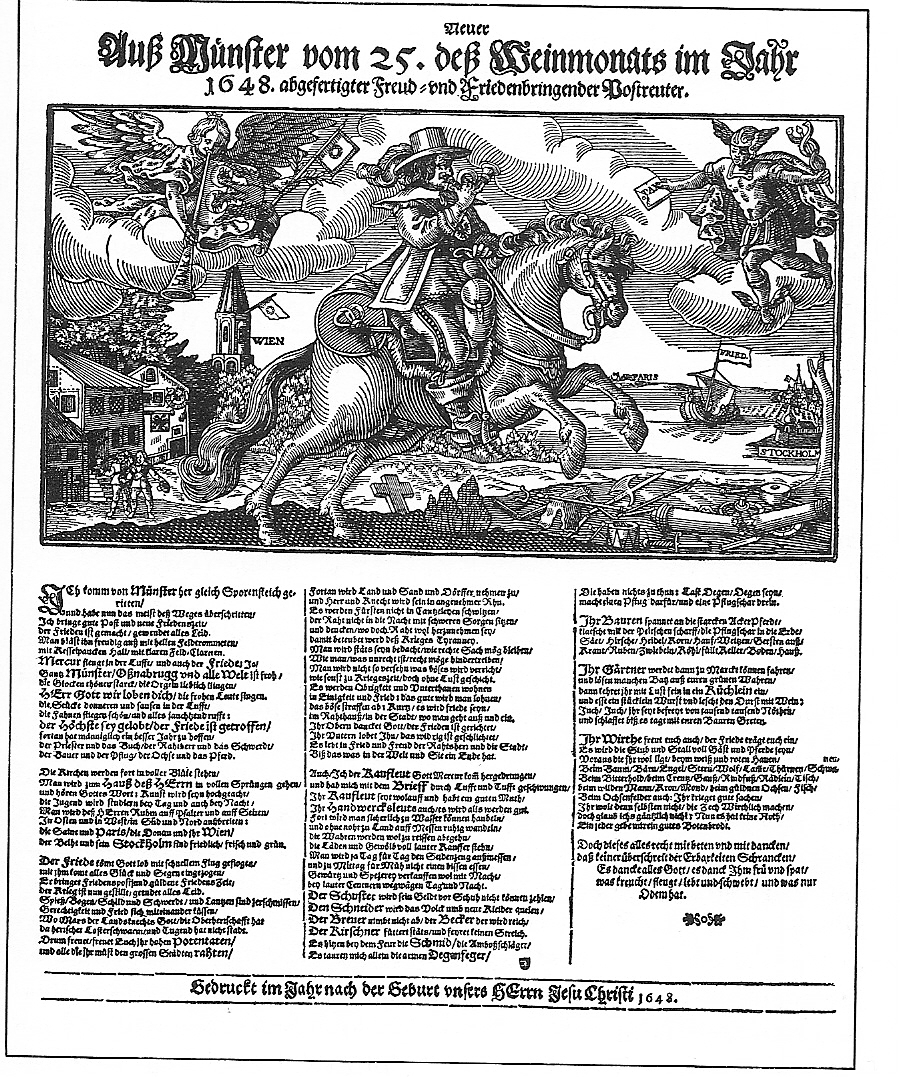
Ein Flugblatt gibt den Friedensschluss zu Münster bekannt, der den Dreißigjährigen Krieg beendet.

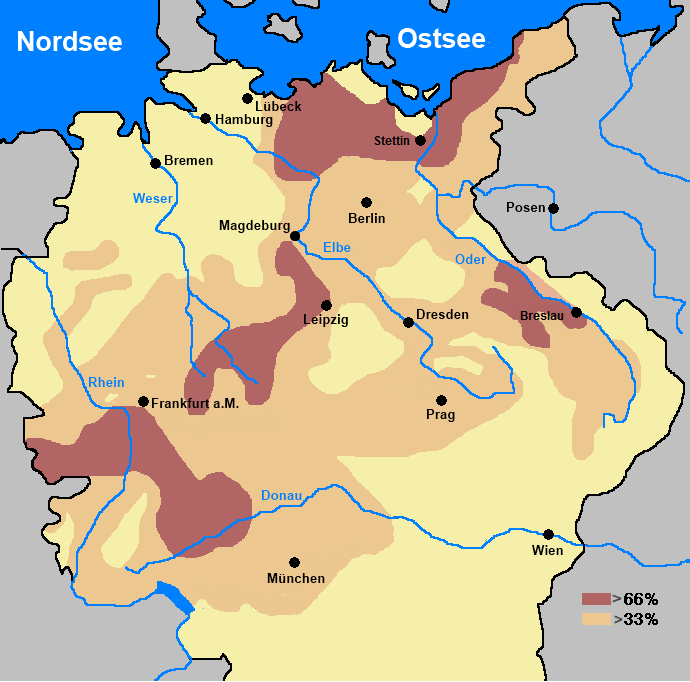
Verteilung des kriegsbedingten Bevölkerungsrückgangs im Reich

Im Rahmen der Hamburger Präliminarien einigte man sich Ende 1641 schließlich, einen allgemeinen Friedenskongress in den Städten Münster (für die Katholiken) und Osnabrück (für die protestantische Seite) abzuhalten. Zuvor war an Köln und später an Lübeck und Hamburg als Kongressorte gedacht worden. Nachdem der Chefunterhändler Graf Maximilian von Trauttmansdorff im Sommer 1647 nach seinem gescheiterten Schlichtungsversuch aus Münster abgereist war, führten Reichshofrat Isaak Volmar und der kaiserliche Gesandte, Graf (später Fürst) Johann Ludwig von Nassau-Hadamar die Friedensverhandlungen endlich zum erfolgreichen Abschluss.
Im Westfälischen Frieden wurde neben der katholischen und der lutherischen nun auch die reformierte Konfession im Reich als gleichberechtigt anerkannt. Konfessionelle Parität wurde für die vier paritätischen Reichsstädte Augsburg, Biberach, Dinkelsbühl und Ravensburg festgeschrieben. Umfangreiche Regelungen betrafen die religiösen Streitfragen. Dabei fand man zu teilweise pragmatischen, teilweise auch zu kuriosen Lösungen. So wurde für das Hochstift Osnabrück eine alternierende Regierung von evangelischen Bischöfen (aus dem Hause Braunschweig-Lüneburg) und katholischen Bischöfen geschaffen. Das Hochstift Lübeck wurde als einziges evangelisches Hochstift mit Sitz und Stimme im Reichstag erhalten, um das Haus Gottorf mit einer Sekundogenitur zu versorgen. Für die katholischen Klöster in den erloschenen Bistümern Halberstadt und Magdeburg, die ab 1680 an Brandenburg fielen, wurden Sonderregelungen getroffen.
Die neue Großmacht Schweden erhielt 1648 auf Kosten des erbberechtigten Brandenburgs Vorpommern einschließlich Stettin mit der gesamten Odermündung, die Stadt Wismar samt Neukloster sowie das Erzbistum Bremen mitsamt dem Bistum Verden als Reichslehen. Dänemark, das die sogenannten Elbherzogtümer für sich beanspruchte, wurde übergangen.
Spanien einigte sich mit den Generalstaaten auf eine staatliche Unabhängigkeit. Die Tiroler Nebenlinie der österreichischen Habsburger trat den Sundgau gegen eine finanzielle Kompensation an Frankreich ab. Auf dem rechten Rheinufer erhielt Frankreich die Festung Breisach und das Besatzungsrecht in Philippsburg. Die Habsburger traten zudem ihre Rechte im Elsass an Frankreich ab, das dadurch die Oberherrschaft über die meisten elsässischen Territorien erhielt. Das genaue Ausmaß der französischen Rechte blieb vage und wurde später Anlass für die Reunionspolitik unter König Ludwig XIV.
Ansonsten änderte sich im Reich vergleichsweise wenig: Das Machtsystem zwischen Kaiser und Reichsständen wurde neu austariert, ohne die Gewichte im Vergleich zur Situation vor dem Krieg stark zu verschieben. Die Reichspolitik wurde nicht entkonfessionalisiert, sondern nur der Umgang der Konfessionen neu geregelt. Frankreich hingegen wurde zum mächtigsten Land Westeuropas. Die Friedensverträge gewährten zudem der Schweizerischen Eidgenossenschaft die Unabhängigkeit von der Gerichtsbarkeit der Reichsgerichte (Art. VI IPO = § 61 IPM) und erkannten damit faktisch ihre staatliche Unabhängigkeit an, was jedoch nur die De-jure-Feststellung eines de facto seit Ende des Schwabenkrieges von 1499 feststehenden Umstandes war. Auch mit der Anerkennung der Unabhängigkeit der Generalstaaten wurde im Wesentlichen eine ein Jahrhundert zuvor begonnene und de facto auch schon lange vorher abgeschlossene Entwicklung ratifiziert. Mit dem Burgundischen Vertrag waren die Spanische Niederlande 1548 bereits teilweise aus dem Reichsverband gelöst worden, der nördliche Teil hatte sich schließlich 1581 für unabhängig erklärt.

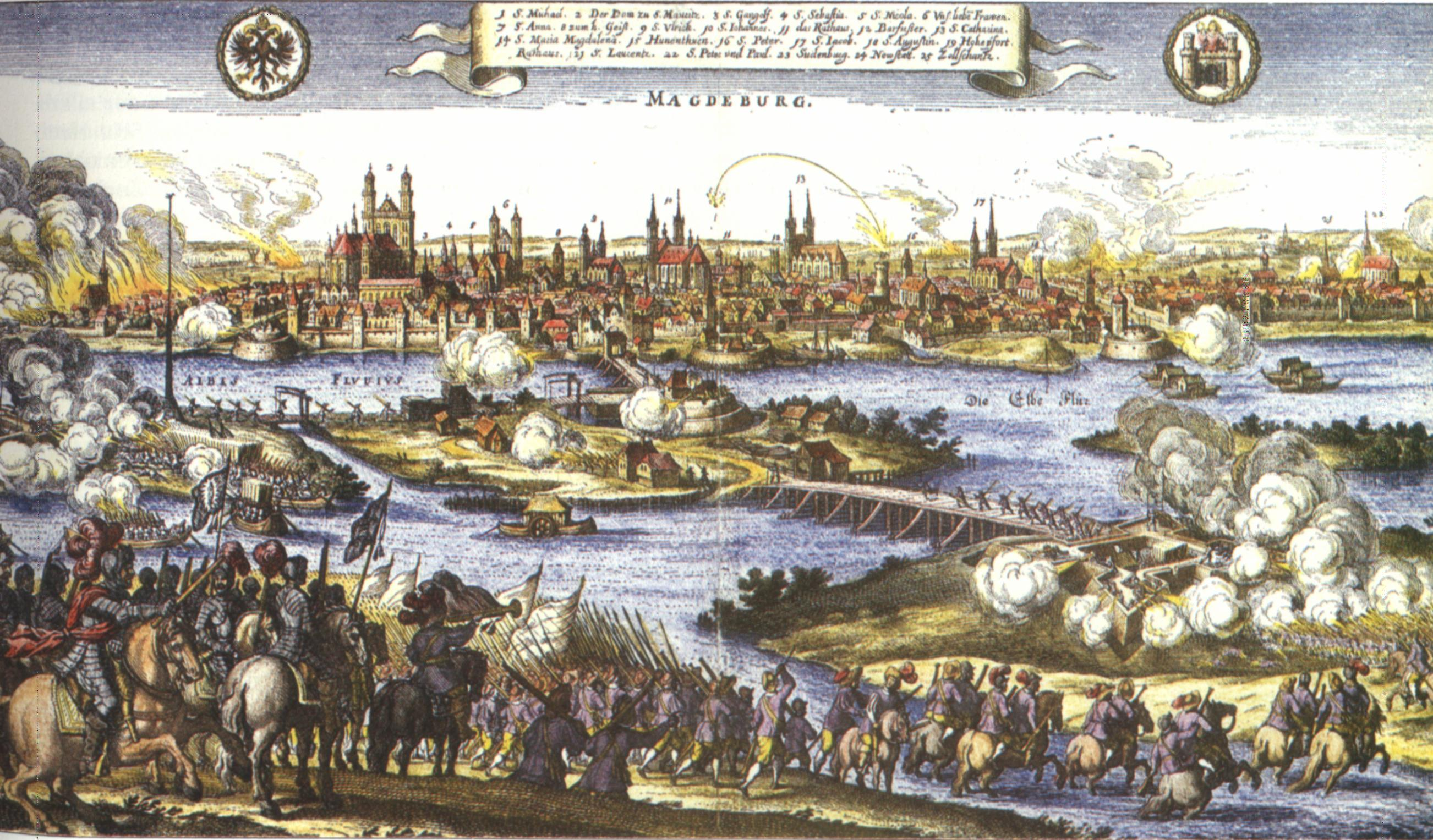
Die Magdeburger Hochzeit, 1631

Noch offen gebliebene Fragen, insbesondere zum Thema Truppenabzug, wurden in den Folgemonaten im Friedensexekutionskongress in Nürnberg geklärt. Die Überführung von Soldaten ins Zivilleben war vielerorts problematisch. Einige vorherige Söldner schlossen sich zu Banden zusammen, die marodierend durch die Lande zogen, während andere als Wachleute zur Abwehr eben jener Banden Verwendung fanden. Ein gewisser Vorteil der gescheiterten Einigung zwischen Frankreich und Spanien bestand darin, dass die Soldaten im fortgeführten Krieg beider Länder eine Weiterbeschäftigung finden konnten. Auch venezianische Werbungen für den Krieg um Kreta gegen die Osmanen bot vielen Söldnern eine Möglichkeit, den Kriegsdienst fortzuführen.
Teile des Heiligen Römischen Reichs waren stark verwüstet worden. Die Höhe des Rückgangs der Gesamtbevölkerung im Reichsgebiet von zuvor rund 16 Millionen ist nicht genau bekannt. Die Schätzungen reichen von 20 bis 45 %. Nach einer verbreiteten Angabe sind etwa 40 % der deutschen Landbevölkerung dem Krieg und den Seuchen zum Opfer gefallen. In den Städten wird der Verlust auf weniger als 33 % geschätzt. Die Verteilung des Bevölkerungsrückgangs war dabei sehr unterschiedlich: Die Verluste waren dort am größten, wo die Armeen durchzogen oder lagerten. In den von den Kriegswirren besonders betroffenen Gebieten Mecklenburgs, Pommerns, der Pfalz und Teilen Thüringens und Württembergs kam es zu Verlusten bis weit über 50 %, stellenweise bis mehr als 70 % der Bevölkerung. Der Nordwesten und Südosten des Reiches war hingegen kaum von einer Entvölkerung durch das Kriegsgeschehen betroffen.
Zu den Gewinnern des Konfliktes zählte unter anderem die Stadt Hamburg. Das Ziel, die Anerkennung ihrer Reichsstandschaft zu erlangen, wurde zwar nicht erfüllt, jedoch konnte sie große Teile des Handels mit Mitteldeutschland auf sich konzentrieren und sich zu einem führenden Handels- und Finanzplatz Europas entwickeln. Für die großen oberdeutschen Handelsmetropolen beschleunigte der Krieg noch einmal die Abschwungphase des ausgehenden 16. Jahrhunderts. Von ihrem Niedergang profitierten dagegen die Residenzstädte, die große Konsumströme in ihre Richtung lenken konnten.
Wenig beachtet ist, dass mit der Unabhängigkeit der Niederlande und dem Verlust wichtiger Küstenregionen und Ostseehäfen an Schweden praktisch alle großen Flussmündungen unter fremdem Einfluss standen. Die deutschen Staaten hatten nur wenige Zugänge zur Hohen See und waren damit teilweise vom überseeischen Handel ausgeschlossen. Die Möglichkeiten des Reichs, vom wieder erstarkenden Seehandel zu profitieren, waren dadurch eingeschränkt. Die wirtschaftlichen Spätfolgen des Dreißigjährigen Krieges wie z. B. für die Kolonialisierung, die in der Folgezeit zu großen Gebietsgewinnen anderer europäischer Länder führte, sind in der Forschung umstritten. Jedenfalls besaßen die wichtigsten deutschen Hafenstädte Bremen und Hamburg nach wie vor freien Zugang zur Nordsee und zum Welthandel. Dagegen hatten reichsständische Kolonialprojekte wie die Brandenburgisch-Afrikanische Compagnie von Pillau und später von Emden aus, aufgrund geringer finanzieller Basis keinen dauerhaften Erfolg.
Frankreich, England, Schweden und die Niederlande konnten sich nach dem Dreißigjährigen Krieg zu Nationalstaaten entwickeln. Mit dem aufblühenden Handel ging in diesen Ländern ein Aufschwung des liberalen Bürgertums einher. Welche geschichtlichen und gesellschaftlichen Folgen dies für das Reich und später Deutschland hatte, ist dabei umstritten.

## Finanzierung des Krieges
Die frühmodernen Staaten Europas verfügten zu Beginn des 17. Jahrhunderts weder in finanzieller noch in administrativer Hinsicht über Strukturen, die effizient genug gewesen wären, um stehende Heere von der Größe zu unterhalten, wie sie der Dreißigjährige Krieg erforderlich machte. Die Finanzierung der riesigen Söldnerarmeen stürzte daher alle Kriegsparteien in ständige Geldnöte, ganz besonders die deutschen Fürsten, deren Territorien aufgrund der Länge und Intensität des Konflikts schon bald weitgehend ausgeblutet waren (siehe auch Kipper- und Wipperzeit).

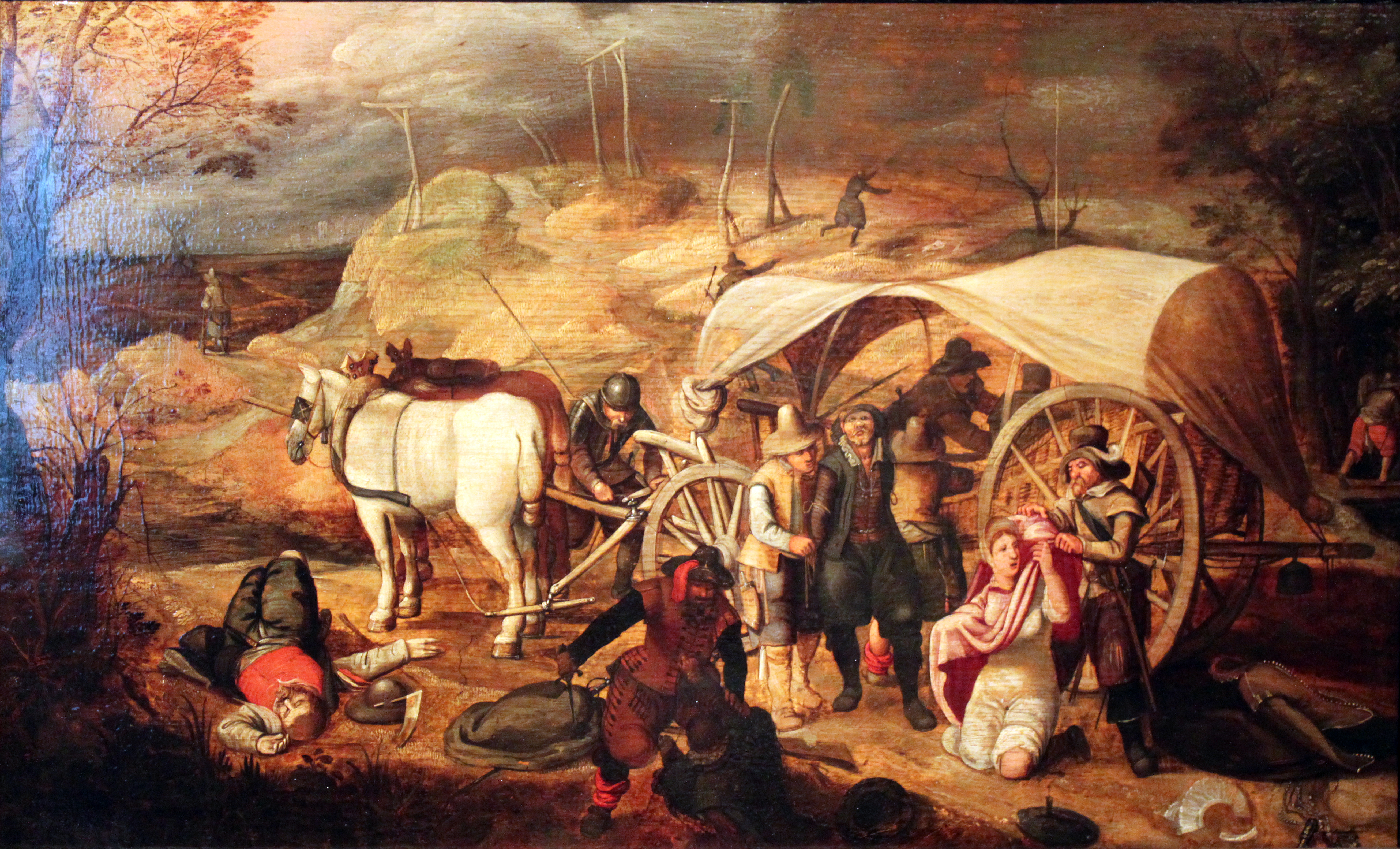
Marodierende Soldaten. Sebastian Vrancx 1647, Deutsches Historisches Museum Berlin

Die vermeintliche Lösung beschrieb die Parole „Der Krieg ernährt den Krieg“. Die Heere trieben in den von ihnen durchstreiften Gebieten Abgaben und Kontributionen in Form von Geld und Naturalleistungen ein. Das heißt: Das Land, in dem gerade gekämpft oder das besetzt wurde, musste für die Kriegskosten aufkommen. Dabei achteten die Feldherren darauf, möglichst die Gebiete gegnerischer Parteien zu belasten. Je länger der Krieg dauerte, desto mehr wuchs sich diese Praxis zu willkürlicher Plünderung mit allen Begleiterscheinungen von Raub und Mord aus. Wallenstein wird die Äußerung zugeschrieben, dass sich ein großes Heer leichter finanzieren lasse als ein kleines, da es auf die Zivilbevölkerung stärker Druck ausüben könne.
Auch wenn besonders gut organisierte und relativ zuverlässig besoldete Truppen wie die Wallensteins oder Gustav Adolfs bei der Eintreibung von Geld und Material disziplinierter vorgingen, verübten die Heere aller Kriegsparteien Gewalt und Zwang, um die eigene Versorgung zu gewährleisten. Maßnahmen der Offiziere, die Ausschreitungen der Soldaten gegenüber der Zivilbevölkerung einzudämmen, waren selten von nachhaltigem Erfolg. Die Armeeführungen konnten nur durch ausreichende Bezahlung eigenmächtige Plünderungen und gewalttätige Übergriffe ihrer Soldaten in Grenzen halten.

## Rezeptionsgeschichte

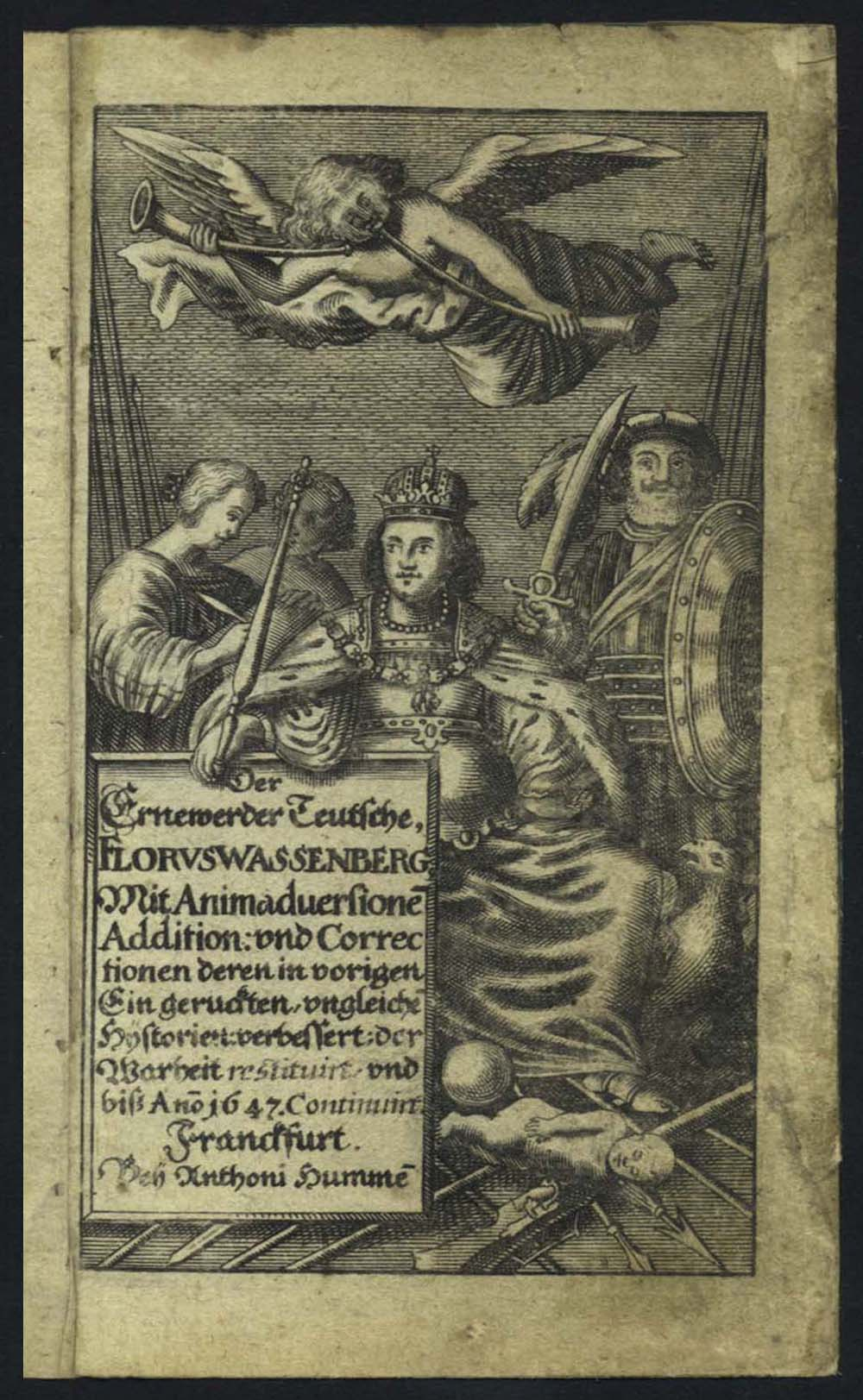
Zeitgenössische „Geschichte“ des Dreißigjährigen Krieges 1647

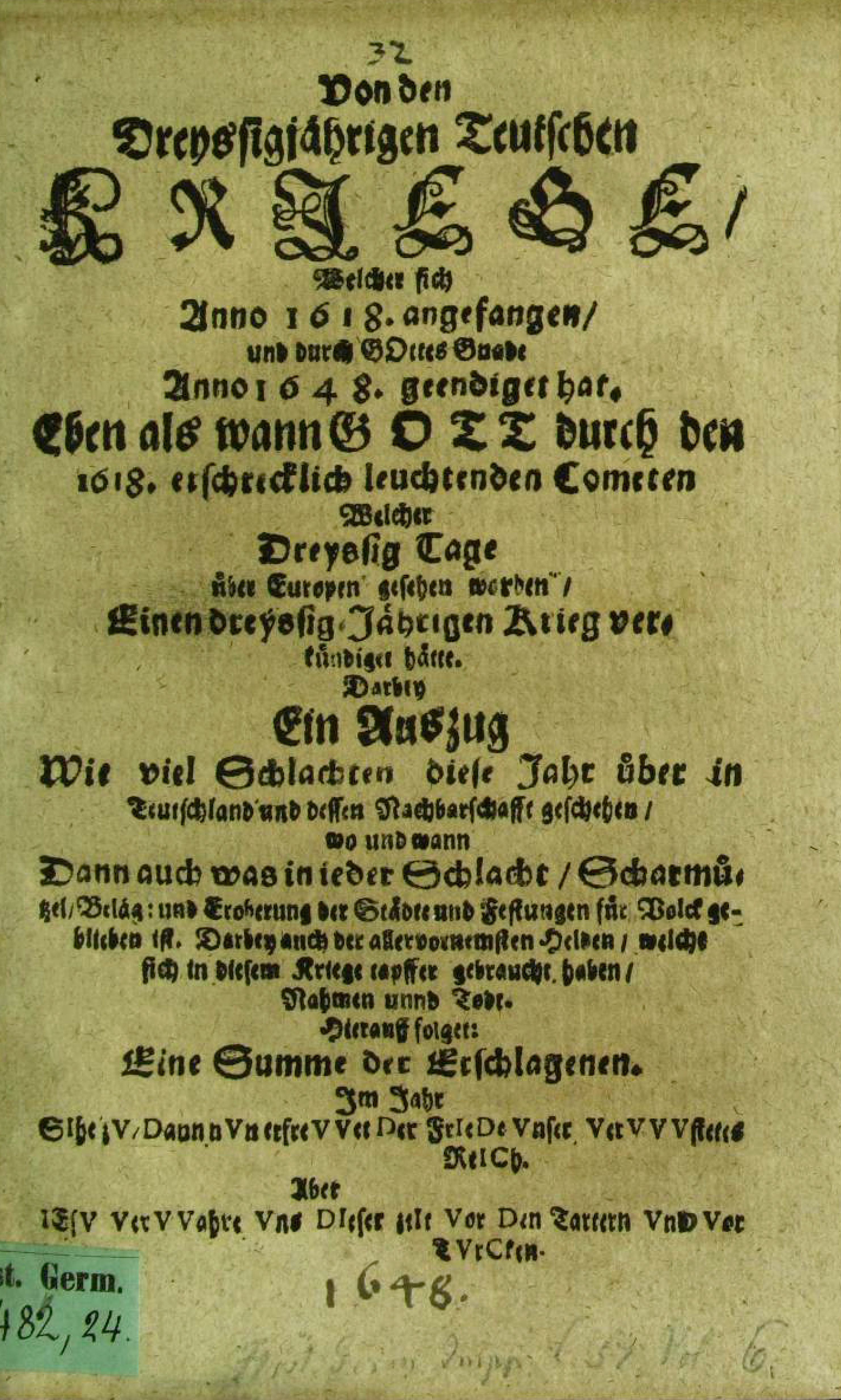
Von dem Dreyssigjährigen Teutschen Kriege (1648) aus der Staats- und Universitätsbibliothek Dresden

### Der Krieg in der kollektiven Erinnerung und in der Literatur
In der öffentlichen Erinnerung verblasste der Krieg zunächst im Vergleich zum Westfälischen Frieden, der in Gedichten und Prosa gelobt wurde. Die von ihm geschaffene Friedens- und Verfassungsordnung galt als besonders schützenswerte Errungenschaft. Innerhalb des Reiches verboten die kaiserlichen Wahlkapitulationen die Veröffentlichung von Druckwerken, die sich gegen den Frieden richteten. Erst Ende des 18. Jahrhunderts erhielt der Krieg neue Aufmerksamkeit. Auf Johann Christoph Krauses Lehrbuch über den Krieg aus dem Jahr 1782 geht die Einteilung in vier Kriegsphasen zurück. Krause betonte trotz der Verwüstung positive Folgen durch Fleiß und Patriotismus, die Deutschland zu den blühendsten Ländern Europas gemacht haben. Friedrich Schiller sah in seiner „Geschichte des Dreißigjährigen Krieges“ 1792 den Krieg vor dem Hintergrund der Französischen Revolution als Freiheitskampf gegen Despotismus und Universalmonarchie, den Westfälischen Frieden bewertete er als „das interessanteste und charaktervollste Werk der menschlichen Weisheit und Leidenschaft“.
Erst mit dem Ende des Heiligen Römischen Reiches änderte sich die Bewertung. Das Reale Staats- und Zeitungs-Lexicon sprach nicht mehr vom Frieden als „Glück für Deutschland“, sondern beklagte in neueren Ausgaben territoriale Verluste und Machtverlust des Kaisers. Die Koalitionskriege 1792 bis 1815 schienen das Leid des Dreißigjährigen Krieges zurückzubringen. Als die Friedensverhandlungen auf dem Wiener Kongress Hoffnungen auf einen deutschen Nationalstaat enttäuschten, wurde auch der Dreißigjährige Krieg zur verpassten Chance auf die Schaffung eines solchen uminterpretiert. Der schwedische König Gustav Adolf wurde zur protestantischen Heldenfigur stilisiert, während um die Absichten Wallensteins eine langwierige Debatte begann, angestoßen durch Friedrich Schillers dreiteiliges Drama aus dem Jahr 1799.
Im Zuge der Nationalstaatsbewegung des 19. Jahrhunderts wurde der Krieg als Zeit eines Martyriums mit anschließendem Siechtum vor der ersehnten Erlösung in Form eines geeinten deutschen Nationalstaats gewertet. Katholische und protestantische Historiker konkurrierten um angebliche Lehren aus dem Krieg für die Deutsche Frage nach einer klein- oder großdeutschen Lösung. Aus katholisch-österreichischer Sicht wurde der Dreißigjährige Krieg als erster, noch gescheiterter Versuch gesehen, die deutschen Gebiete in einem habsburgischen Imperium zu vereinen, für protestantisch-preußische Historiker begann damit die Mission Brandenburg-Preußens, den Nationalstaat zu schaffen. Nach dem Siegeszug Preußens setzte sich die Darstellung der preußisch-kleindeutschen Geschichtsschreibung durch, die vor allem Heinrich von Treitschke prägte. Fortan galt der Krieg als „Urkatastrophe“, der Deutschland zum Spielball seiner Nachbarn gemacht hätte.
Der Dreißigjährige Krieg hat vielfältige Spuren in Kunst und Alltagsleben hinterlassen wie im Kinderlied Maikäfer flieg mit dem ihm zugeordneten Reim: Bet, Kinder, bet, / Morgen kommt der Schwed’, / Morgen kommt der Ochsenstern, / Der wird die Kinder beten lehren. / Bet, Kinder, bet. Das Maikäfer-Lied steht laut Bazon Brock symbolhaft für eine kollektive Niederlage der Deutschen und blieb im kulturellen Gedächtnis haften. Düsterer ist das Lied Es ist ein Schnitter, heißt der Tod dessen Verfasser unbekannt ist. Es ist ab 1638 nachweisbar.
In seinem Schelmenroman Der abenteuerliche Simplicissimus, erschienen 1669, schilderte Hans Jakob Christoffel von Grimmelshausen (1625–1676) die Wirren und Gräuel des Krieges und schuf damit den ersten bedeutenden Roman der deutschen Literatur. Augenzeugenberichte haben der Söldner und spätere Bürgermeister von Görzke, Peter Hagendorf, in seiner Chronik, oder die Augustiner-Chorfrau und Priorin des Eichstätter Klosters Marienstein Klara Staiger in ihrem Tagebuch überliefert. Weitere Zeitzeugenberichte liegen von den Ulmern Hans Heberle und Joseph Furttenbach vor.
Das Erlebnis von nicht enden wollendem Krieg, Hunger, Krankheiten und allgemeiner Zerstörung ließ eine Lyrik von bis dahin nicht gekannter Eindringlichkeit entstehen, in der sich die Gewissheit von Tod und Vergänglichkeit mit barocker Lebensgier verband. So schrieb Andreas Gryphius das Sonett „Tränen des Vaterlandes Anno 1636“, das bis heute zu den meistzitierten Antikriegsgedichten zählt. Es beginnt mit den Versen:
Wir sind doch nunmehr ganz, ja mehr denn ganz verheeret!
Der frechen Völker Schar, die rasende Posaun
Das vom Blut fette Schwert, die donnernde Kartaun,
Hat aller Schweiß und Fleiß und Vorrat aufgezehret.
Der als Volksheld und Retter in der Not gefeierte Martin Rinckart verfasste „Nun danket alle Gott“ und vom Leipziger Zeitzeugen Gregor Ritzsch stammt „Ich hab den Schweden mit Augen gesehen; er tat mir wohl gefallen“.
Mit wachsendem zeitlichen Abstand sahen Schriftsteller in dem großen Konflikt des 17. Jahrhunderts zunehmend eine Metapher für die Schrecken des Krieges überhaupt. Dafür ist der am Beginn des 20. Jahrhunderts entstandene historische Episodenroman Der große Krieg in Deutschland von Ricarda Huch ein Beispiel. Das bekannteste Beispiel aus der Mitte des 20. Jahrhunderts ist Bertolt Brechts Stück „Mutter Courage und ihre Kinder“, das im Dreißigjährigen Krieg angesiedelt ist, aber deutlich macht, dass die Verrohung und Zerstörung des Menschen durch die Gewalt überall und zu jeder Zeit möglich ist.

### Der Begriff „Dreißigjähriger Krieg“
Verschiedene Konzeptionen und Herangehensweisen in der Geschichtswissenschaft führten nach dem Zweiten Weltkrieg dazu, dass der Begriff „Dreißigjähriger Krieg“ grundsätzlich infrage gestellt wurde. Im Jahre 1947 wandte sich der Historiker Sigfrid Heinrich Steinberg in einem Aufsatz für die englische Fachzeitschrift History erstmals gegen seine Verwendung. Später, im Jahre 1966, kam er in The Thirty Years War and the Conflict for European Hegemony 1600–1660 zu dem Schluss, es handele sich bei dem Begriff lediglich um ein „Produkt rückschauender Phantasie“. Demnach „benutzte weder Pufendorf, noch irgendein anderer Zeitgenosse den Ausdruck ‚Dreißigjähriger Krieg‘.“
Gegen diese Aussage wandten sich zunächst nur vereinzelt andere Historiker. Schließlich aber widerlegte der deutsche Historiker Konrad Repgen Steinbergs These, zunächst in einigen Artikeln, später in einem umfangreichen Aufsatz. Anhand zahlreicher Quellen wies er nach, dass der Begriff „Dreißigjähriger Krieg“ schon um die Zeit des Westfälischen Friedens entstanden war. Die Zeitzeugen hätten dabei vom Anfang des Krieges an dessen Dauer in Jahren angegeben; die humanistischen Gelehrten seien zudem durch das Vorbild antiker Schriftsteller inspiriert worden. Die Benennung führte Repgen auch auf das Bedürfnis der Zeitgenossen zurück, der gänzlich neuen Erfahrung Ausdruck zu verleihen, die der Krieg für sie dargestellt habe. Diese Interpretation wurde von anderen Historikern weitgehend übernommen.
Johannes Burkhardt wies gleichwohl darauf hin, dass der Begriff, obwohl zeitgenössisch, dennoch ein Konstrukt bezeichnet haben könne, da es sich beim Dreißigjährigen Krieg in Wirklichkeit um eine Vielzahl paralleler und aufeinander folgender Kriege gehandelt habe. Er führte den Namen darauf zurück, dass die „Kriegsverdichtung“ solche Ausmaße angenommen habe, dass es für die Zeitgenossen fast unmöglich gewesen sei, zwischen den einzelnen Konflikten zu unterscheiden. Diese Annahme stützte 1999 eine Studie von Geoffrey Mortimer über zeitgenössische Tagebücher. Andere Historiker folgen bis heute der Tradition Steinbergs, den „Dreißigjährigen Krieg“ als eine nachträgliche Konstruktion deutscher Historiker zu betrachten.
Laut Johannes Arndt wurde in Sachsen z. T. der Begriff Zweiunddreißigjähriger Krieg benutzt, da die Truppenabzüge nach 1648 dem Krieg zugerechnet wurden. Auch Andreas Gryphius behandelte erst im Gedicht Schluss des 1650sten Jahres den Friedensschluss.

## Rezeption in Museen

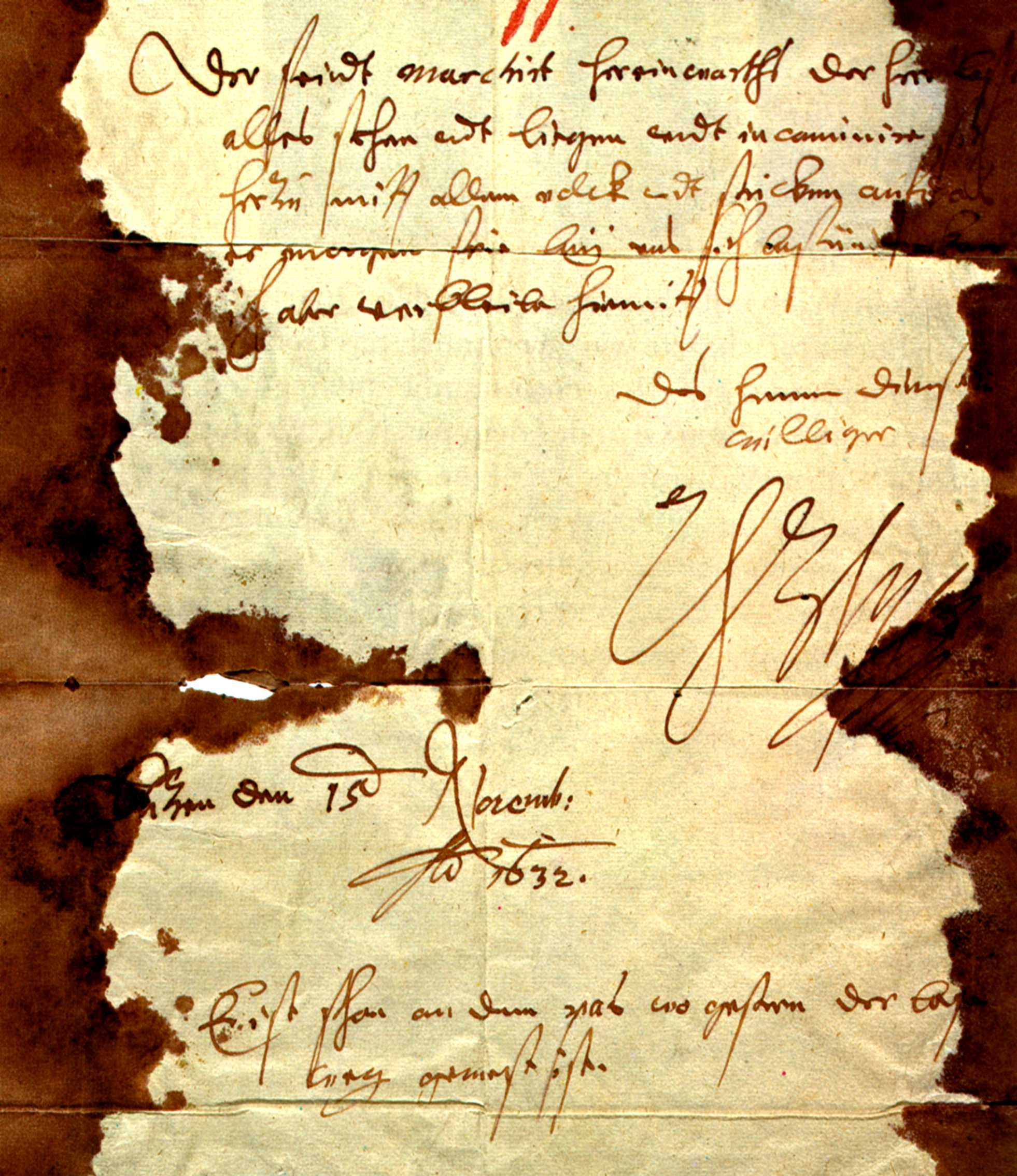
Hilfegesuch Wallensteins an Pappenheim (HGM)

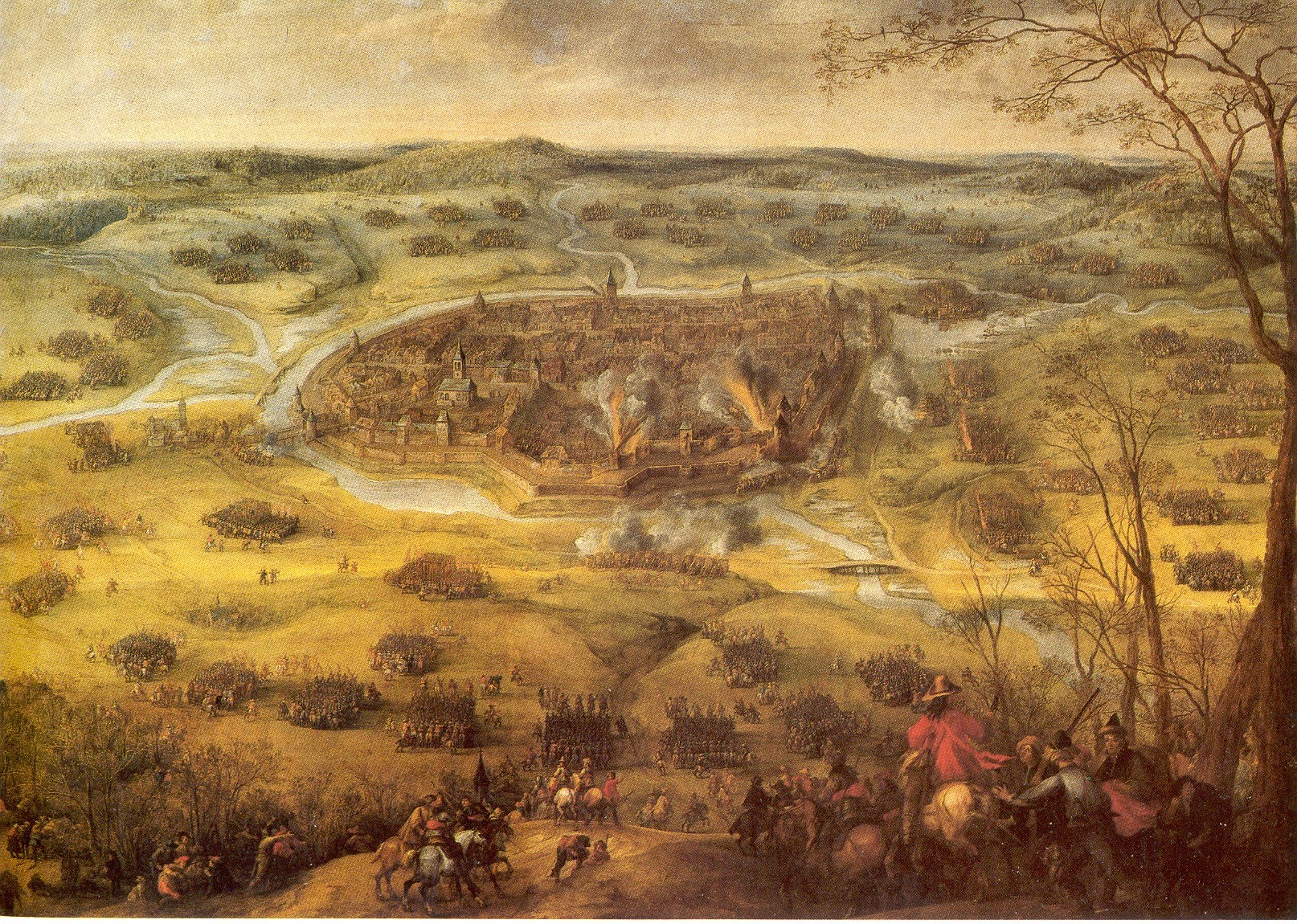
Pieter Snayers: Die Einnahme der Stadt Neunburg am Walde im März 1641, entstanden 1645, HGM

Im Wiener Heeresgeschichtlichen Museum ist dem Dreißigjährigen Krieg ein großer Bereich gewidmet. Ausgestellt sind alle Arten von Bewaffnungen dieser Zeit, wie etwa Hakenbüchsen, Luntenschloss-, Radschloss- und Steinschlossmusketen. Figurinen kaiserlicher Pikeniere, Musketiere, Kürassiere und Arkebusiere zeigen die Schutzwaffen und Ausrüstungen der Zeit. Zahlreiche Harnische, Hieb-, Stich- und Stoßwaffen runden den Bereich des Dreißigjährigen Krieges ab. Das Wirken und Schicksal der Feldherren, wie Albrecht von Wallenstein wird ebenso veranschaulicht. Ein besonderes Exponat dabei ist das eigenhändige Handschreiben Wallensteins an seinen Feldmarschall Gottfried Heinrich zu Pappenheim vom 15. November 1632, das am Vorabend der Schlacht bei Lützen geschrieben wurde und bis zum heutigen Tag großflächige Blutspuren Pappenheims aufweist, der tags darauf das Schreiben Wallensteins noch bei sich trug, als er in der Schlacht tödlich verwundet wurde. Besonders beeindruckend ist die sogenannte Piccolomini-Serie des flämischen Schlachtenmalers Pieter Snayers. Es handelt sich dabei um zwölf großformatige Schlachtengemälde, die zwischen 1639 und 1651 entstanden sind und die Feldzüge Ottavio Piccolominis in Lothringen und Frankreich in den letzten Jahren des Dreißigjährigen Krieges zeigen.
In Wittstock an der Dosse befindet sich im Turm der Alten Bischofsburg seit 1998 das Museum des Dreißigjährigen Krieges, welches die Ursachen, den Verlauf, die unmittelbaren Ergebnisse und Folgen sowie die Nachwirkungen des Krieges dokumentiert. In Rothenburg ob der Tauber ist im sogenannten „Historiengewölbe mit Staatsverlies“ eine kleinere Ausstellung über die Gesamtsituation der Stadt in der Zeit des Krieges zu sehen, unter anderem Waffen, Geschütze, Kriegsgerät und militärische Ausrüstungsgegenstände der Zeit.
Im Städtischen Museum Zirndorf ist das Obergeschoss der Geschichte Zirndorfs während des Dreißigjährigen Krieges gewidmet. 1632 kam es nahe der Alten Veste, wo Oberbefehlshaber Albrecht von Wallenstein ein Lager errichtet hatte, zu einer kriegerischen Begegnung mit Gustav II. Adolf von Schweden. Dioramen und Modelle sowie zeitgenössische Schilderungen über das Lagerleben, das Schicksal der Soldaten und der Zivilbevölkerung veranschaulichen dieses Kapitel fränkischer Kriegsgeschichte.

## Historische Quellen
Im Bestand „Wilhelmshöher Kriegskarten“ verwahrt das Hessische Staatsarchiv Marburg eine größere Anzahl an Karten zum Dreißigjährigen Krieg. Die Karten dokumentieren Kriegsschauplätze und Kriegsereignisse. Außerdem geben sie Einblicke in die Veränderung der Landschaften, der Städte, der Straßen und Wege usw. Die einzelnen Karten sind vollständig erschlossen und als Digitalisate online einsehbar. Ebenfalls dort wird auch die Stausebacher Ortschronik des Caspar Preis aufbewahrt, der aus seiner bäuerlichen Sicht der Dinge den Kriegsverlauf in Hessen beschreibt. Der Mainzer Historiker Josef Johannes Schmid brachte 2009 eine Quellensammlung heraus. Bereits 1991 publizierte Gottfried Lorenz eine Quellensammlung speziell zur Vor- und Frühgeschichte des Krieges.

## Filme
- Die Hofnarrenchronik (CS 1964). Regie: Karel Zeman.
- Das vergessene Tal (GB/USA 1971). Regie: James Clavell.
- Des Christoffel von Grimmelshausen abenteuerlicher Simplizissimus (ZDF, D 1975). Regie: Fritz Umgelter.
- Die Eiserne Zeit – Lieben und Töten im Dreißigjährigen Krieg (ZDF, Arte; D 2018). Regie: Philippe Bérenger, Yury Winterberg. Sechsteilige Fernsehdokumentation.
- Die Seelen im Feuer (Fernsehfilm, D 2014). Regie: Urs Egger.
- Gustav Adolfs Page (D/AUT 1960). Regie: Rolf Hansen.
- Wallenstein (ZDF, D 1978). Regie: Franz Peter Wirth. Vierteiliger Fernsehfilm nach der Biografie von Golo Mann.
- Der Dreißigjährige Krieg (1/2) – Tagebücher des Überlebens (Dokumentation Terra X, ZDF, 2018) von Ingo Helm und Volker Schmidt-Sondermann
- Der Dreißigjährige Krieg (2/2) – Verwüstung und Versöhnung (Dokumentation Terra X, ZDF, 2018) von Ingo Helm und Volker Schmidt-Sondermann
- Gegen Land und Leute – Der Dreißigjährige Krieg (D 1998). Dokumentation in 9 Teilen. Buch und Regie: Peter Milger.

### Gesamtdarstellungen
- Johannes Arndt: Der Dreißigjährige Krieg 1618–1648. Reclam, Stuttgart 2009, ISBN 978-3-15-018642-8.
- Günter Barudio: Der Teutsche Krieg 1618–1648. Fischer, Frankfurt am Main 1985, ISBN 3-10-004206-9.
- Johannes Burkhardt: Der Dreißigjährige Krieg. Suhrkamp, Frankfurt am Main 1992, ISBN 3-518-11542-1.
- Christoph Kampmann: Europa und das Reich im Dreißigjährigen Krieg. Kohlhammer, Stuttgart 2008, ISBN 978-3-17-018550-0.
- Hans Medick: Der Dreißigjährige Krieg – Zeugnisse vom Leben mit Gewalt. Wallstein Verlag. Göttingen. 2018, ISBN 978-3-8353-3248-5.
- Peter Milger: Gegen Land und Leute – Der Dreißigjährige Krieg, Ursachen, Verlauf und Folgen, erzählt anhand von teilweise unveröffentlichten Bildern, Augenzeugenberichten und Dokumenten. Orbis-Verlag, München 2001, ISBN 3-572-01270-8.
- Herfried Münkler: Der Dreißigjährige Krieg. Europäische Katastrophe, deutsches Trauma 1618–1648. Rowohlt Berlin, Berlin 2017, ISBN 978-3-87134-813-6.
- Geoffrey Parker: Der Dreißigjährige Krieg. Aus dem Englischen übersetzt von Udo Rennert. Campus, Frankfurt am Main 1991, ISBN 3-593-34419-X.
- Moriz Ritter: Deutsche Geschichte im Zeitalter der Gegenreformation und des Dreißigjährigen Krieges (1555–1648). Dritter Band: Geschichte des Dreißigjährigen Krieges. Wissenschaftliche Buchgesellschaft, Darmstadt 1974, ISBN 3-534-01162-7 (unveränderter Nachdruck der Erstauflage, Stuttgart/Berlin 1908. Digitalisat im Internet Archive).
- Georg Schmidt: Die Reiter der Apokalypse – Geschichte des Dreißigjährigen Krieges. C. H. Beck, München 2018, ISBN 978-3-406-71836-6.
- Gerhard Schormann: Der Dreißigjährige Krieg. 3. Auflage. Kleine Vandenhoeck-Reihe, Göttingen 2004, ISBN 3-525-33506-7.
- Cicely Veronica Wedgwood: Der Dreißigjährige Krieg. Paul List Verlag, München 1967 (Neuauflage, Nikol, Hamburg 2011, ISBN 978-3-86820-125-3).
- Peter H. Wilson: Der Dreißigjährige Krieg – Eine europäische Tragödie. Aus dem Englischen von Thomas Bertram, Tobias Gabel und Michael Haupt. Theiss, Darmstadt 2017, ISBN 978-3-8062-3628-6.

### Einführungen und Kurzdarstellungen
- Friedemann Bedürftig: Taschenlexikon Dreißigjähriger Krieg. Piper, München 1998, ISBN 3-492-22668-X.
- Axel Gotthard: Der Dreißigjährige Krieg. Eine Einführung (= UTB. Band 4555). Böhlau Verlag, Köln / Weimar / Wien 2016, ISBN 978-3-8252-4555-9.
- Christian Pantle: Der Dreißigjährige Krieg. Als Deutschland in Flammen stand. Vom Rauben, Morden und Plündern und der Menschlichkeit im Krieg. Propyläen Ullstein Buchverlage GmbH, Berlin 2017, ISBN 978-3-549-07443-5.
- Georg Schmidt: Der Dreißigjährige Krieg. 9. Auflage. Beck, München 2018, ISBN 978-3-406-72196-0.

### Kriegsursachen
- Heinz Duchhardt: Der Weg in die Katastrophe des Dreißigjährigen Krieges. Die Krisendekade 1608–1618. Piper, München 2017, ISBN 978-3-492-05749-3.
- Hans Sturmberger: Aufstand in Böhmen. Der Beginn des Dreißigjährigen Krieges. Oldenbourg, München 1959.
- N. M. Sutherland: The Origins of the Thirty Years War and the Structure of European Politics. In: English Historical Review. Band 107, 1992, S. 587–625 (Sutherland kritisiert die teilweise eindimensionale Betrachtung des Dreißigjährigen Krieges als primär deutschen Krieg).

### Friedensschluss
- Fritz Dickmann: Der Westfälische Friede. Aschendorff, Münster 1965.
- Heinz Duchhardt (Hrsg.): Der Westfälische Friede. Diplomatie, politische Zäsur, kulturelles Umfeld, Rezeptionsgeschichte. Oldenbourg, München 1998, ISBN 3-486-56328-9.
- Ernst Höfer: Das Ende des Dreißigjährigen Krieges. Strategie und Kriegsbild. Böhlau, Köln / Weimar / Wien 1997, ISBN 3-412-04297-8.
- Robert Rebitsch, Jenny Öhman, Jan Kilián (Hrsg.): 1648: Kriegsführung und Friedensverhandlungen. Prag und das Ende des Dreißigjährigen Krieges. University Press, Innsbruck 2018, ISBN 978-3-903187-13-9.
- Konrad Repgen (Hrsg.): Krieg und Politik 1618–1648. Europäische Probleme und Perspektiven (= Schriften des Historischen Kollegs. Band 8). Oldenbourg, München 1988, ISBN 3-486-53761-X (Digitalisat).

### Militär
- Lothar Höbelt: Von Nördlingen bis Jankau. Kaiserliche Strategie und Kriegführung 1634–1645 (= Schriften des Heeresgeschichtlichen Museums. Band 22). Wien 2016, ISBN 978-3-902551-73-3.
- Michael Weise: Grausame Opfer? Kroatische Söldner und ihre unterschiedlichen Rollen im Dreißigjährigen Krieg. In: Philipp Batelka, Michael Weise, Stephanie Zehnle (Hrsg.): Zwischen Tätern und Opfern. Gewaltbeziehungen und Gewaltgemeinschaften. Vandenhoeck & Ruprecht, Göttingen 2017, ISBN 978-3-525-30099-2, S. 127–148.
- Julia Zunckel: Rüstungsgeschäfte im Dreißigjährigen Krieg. Unternehmerkräfte, Militärgüter und Marktstrategien im Handel zwischen Genua, Amsterdam und Hamburg (= Schriften zur Wirtschafts- und Sozialgeschichte. Band 49). Duncker & Humblot, Berlin 1997, ISBN 3-428-08807-7.

### Wirtschafts- und Sozialgeschichte
- Jörg-Peter Findeisen: Der Dreißigjährige Krieg. Eine Epoche in Lebensbildern. Styria, Graz / Wien / Köln 1998, ISBN 3-222-12643-7.
- Benigna von Krusenstjern, Hans Medick (Hrsg.): Zwischen Alltag und Katastrophe. Der Dreißigjährige Krieg aus der Nähe. Vandenhoeck & Ruprecht, Göttingen 2001, ISBN 3-525-35463-0.
- Markus Meumann, Dirk Niefanger (Hrsg.): Ein Schauplatz herber Angst. Wahrnehmung und Darstellung von Gewalt im 17. Jahrhundert. Wallstein, Göttingen 1997, ISBN 3-89244-234-7.

### Kulturgeschichte
- Klaus Bußmann, Heinz Schilling: 1648 – Krieg und Frieden in Europa. Katalogband und zwei Textbände. Münster / Osnabrück 1998, ISBN 3-88789-127-9 (Dokumentation der Europaratsausstellung zum 350-jährigen Jubiläum des Westfälischen Friedens in Münster und Osnabrück).
- Esther-Beate Körber: Der Dreißigjährige Krieg als europäisches Medienereignis, in: Europäische Geschichte Online, hrsg. vom Institut für Europäische Geschichte (Mainz), 2015, Zugriff am 11. März 2021 (PDF).
- Herbert Langer: Hortus Bellicus. Der Dreißigjährige Krieg. Eine Kulturgeschichte. Edition Leipzig 1978, Prisma, Gütersloh 1982, ISBN 3-570-02991-3.
- Volker Meid: Der Dreißigjährige Krieg in der deutschen Barockliteratur. Reclam, Ditzingen 2017, ISBN 978-3-15-011145-1.

### Lokal- und Regionalgeschichte
- Matthias Asche, Marco Kollenberg, Antje Zeiger: Halb Europa in Brandenburg. Der Dreißigjährige Krieg und seine Folgen. Lukas Verlag, Berlin 2020, ISBN 978-3-86732-323-9.
- Martin Bötzinger: Leben und Leiden während des Dreißigjährigen Krieges in Thüringen und Franken (1618–1648) – Ein Augenzeugenbericht. Verlag Rockstuhl, Bad Langensalza 2001, ISBN 3-929000-39-3.
- Peter Engerisser: Von Kronach nach Nördlingen – Der Dreißigjährige Krieg in Franken, Schwaben und der Oberpfalz 1631–1635. Verlag Heinz Späthling, Weißenstadt 2004, ISBN 3-926621-32-X (mit mehr als 120 Kurzbiographien).
- Peter Engerisser, Pavel Hrnčiřík: Nördlingen 1634. Die Schlacht bei Nördlingen – Wendepunkt des Dreißigjährigen Krieges. Verlag Heinz Späthling, Weißenstadt 2009, ISBN 978-3-926621-78-8 (mit der Vorgeschichte 1632–1634: Eroberung und Verlust von Regensburg; Geschichte der Truppen, Schlachtaufstellungen).
- Manuel Raschke: Der Niedersächsisch-Dänische Krieg 1625–1629. In: Eva S. Fiebig und Jan Schlürmann (Hrsg.): Handbuch zur nordelbische Militärgeschichte. Heere und Kriege in Schleswig, Holstein, Lauenburg, Eutin und Lübeck 1623–1863/67. Husum 2010, S. 289–308.
- Wolfgang Wüst (Hrsg.): Der Dreißigjährige Krieg in Schwaben und seinen historischen Nachbarregionen: 1618–1648 – 2018. Ergebnisse einer interdisziplinären Tagung in Augsburg vom 1. bis 3. März 2018 (= Zeitschrift des Historischen Vereins für Schwaben 111). Augsburg 2018, ISBN 978-3-95786-179-5.
- Volker Rödel, Ralph Tuchtenhagen (Hrsg.): Die Schweden im deutschen Südwesten. Vorgeschichte – Dreißigjähriger Krieg – Erinnerung. Kohlhammer Verlag Stuttgart 2020 (= Veröffentlichungen der Kommission für geschichtliche Landeskunde Baden-Württemberg. Reihe B: Forschungen 225). ISBN 978-3-17-037424-9.